# MacBook Air
Das MacBook Air ist ein kleines und leichtes Notebook des US-amerikanischen Unternehmens Apple. Es wurde am 15. Januar 2008 von Steve Jobs auf der Macworld San Francisco als „das dünnste Notebook der Welt“ vorgestellt.
In den Folgejahren hat der Rechner immer wieder Neuerungen erfahren. 2010 wurde das Gehäuse überarbeitet und eine zusätzliche, kleinere Variante mit 11-Zoll-Bildschirm eingeführt. Im Oktober 2018 erhielt das MacBook Air ein Retina-Display, USB-C-Anschlüsse, ein Trackpad mit Taptic Engine und ein dünneres Gehäuse. Im November 2020 wurde der Intel-Prozessor durch einen Apple M1 ersetzt und der Lüfter entfernt. Mit der vierten Generation 2022 wurde ein anderes Gehäusedesign und eine neue Version des MagSafe-Stromversorgungsanschlusses eingeführt. Seit 2023 ist eine größere Variante mit 15-Zoll-Bildschirm erhältlich.

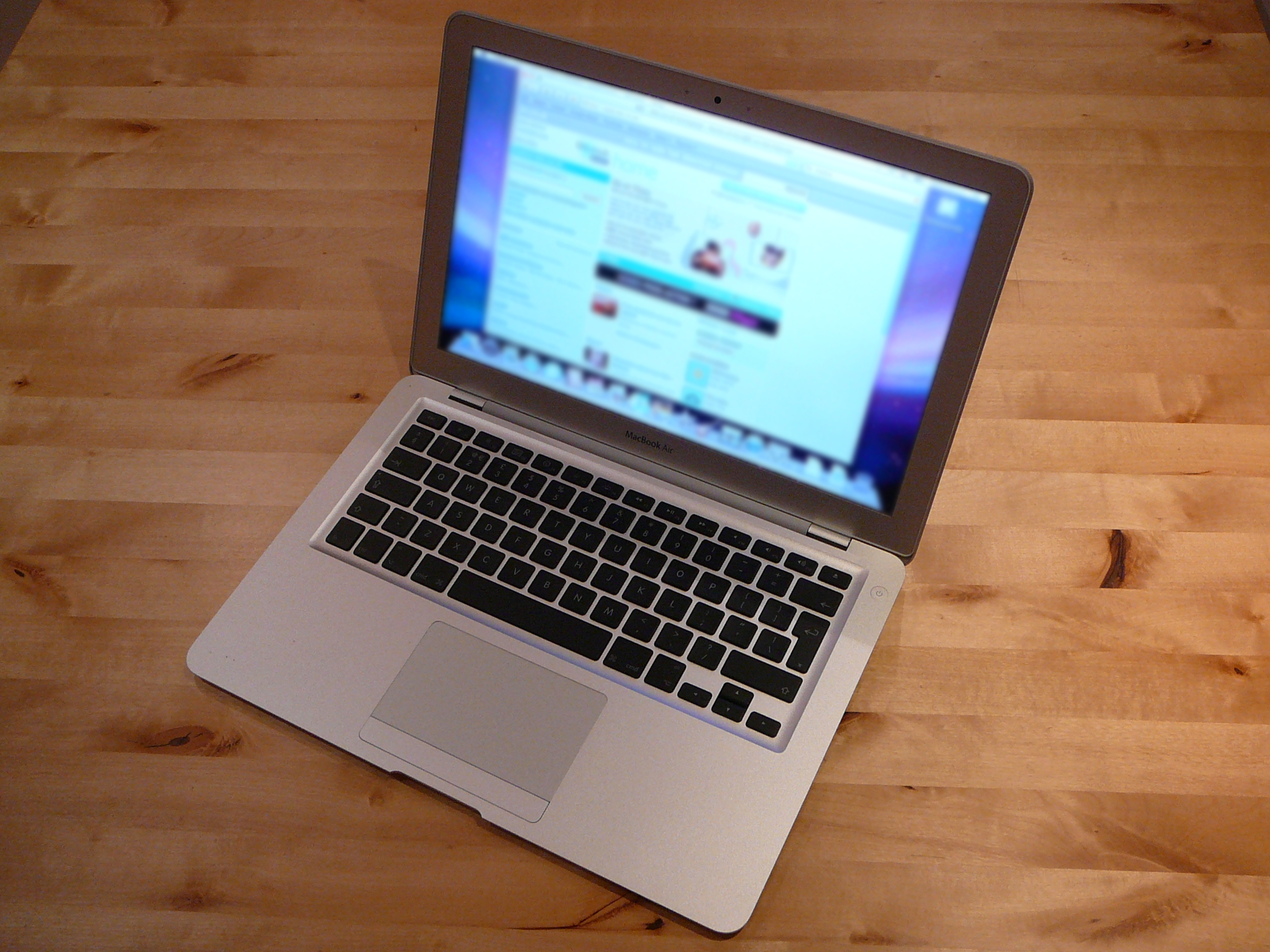
MacBook Air der ersten Generation

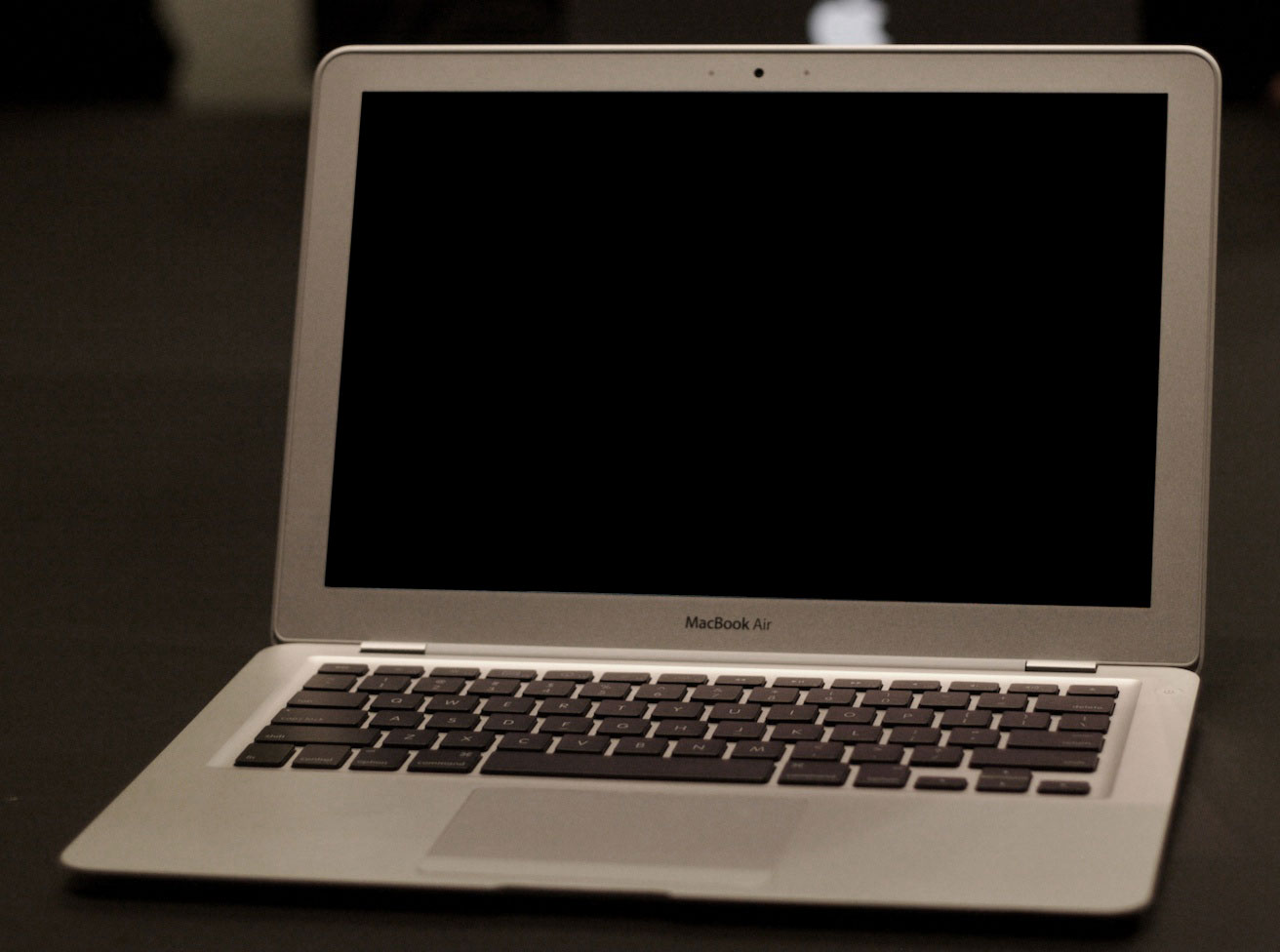
MacBook Air der ersten Generation

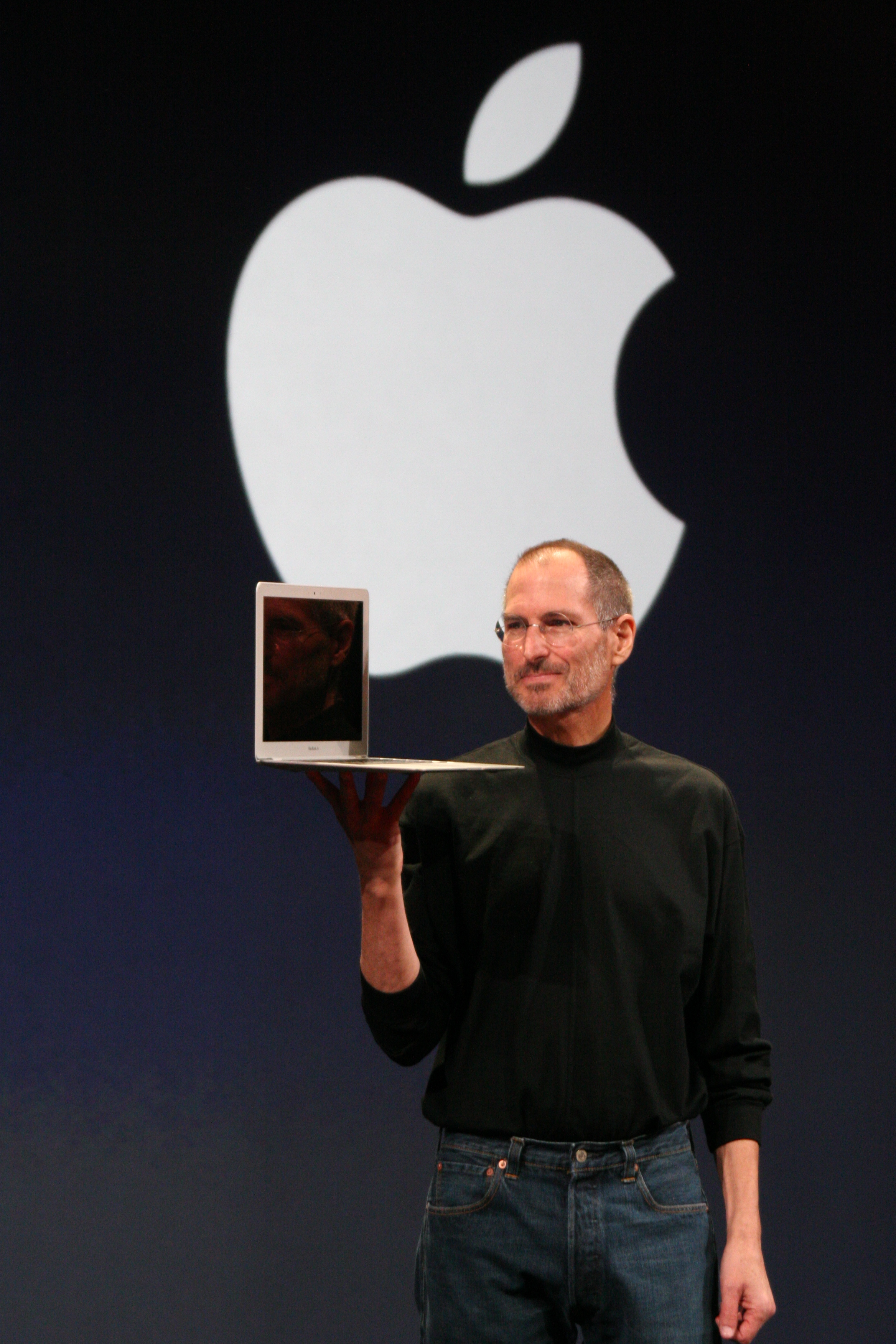
Steve Jobs 2008 bei der Präsentation des MacBook Air

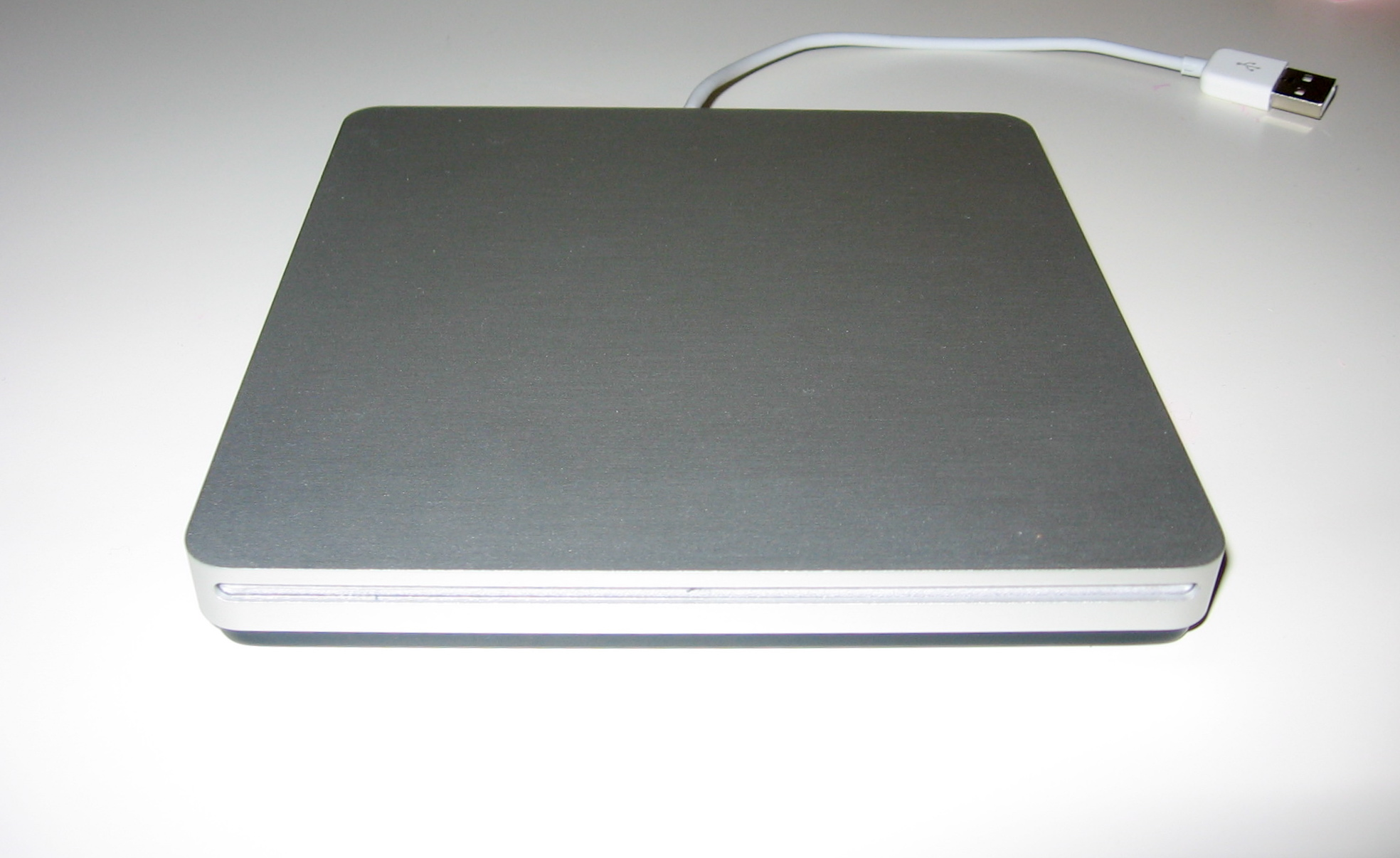
„SuperDrive“, optisches Laufwerk (USB) für Macs, die kein internes besitzen. An anderen Rechnersystemen werden typisch zwei USB-Buchsen und Y-Kabel benötigt.

## MacBook Air (2008–2009)

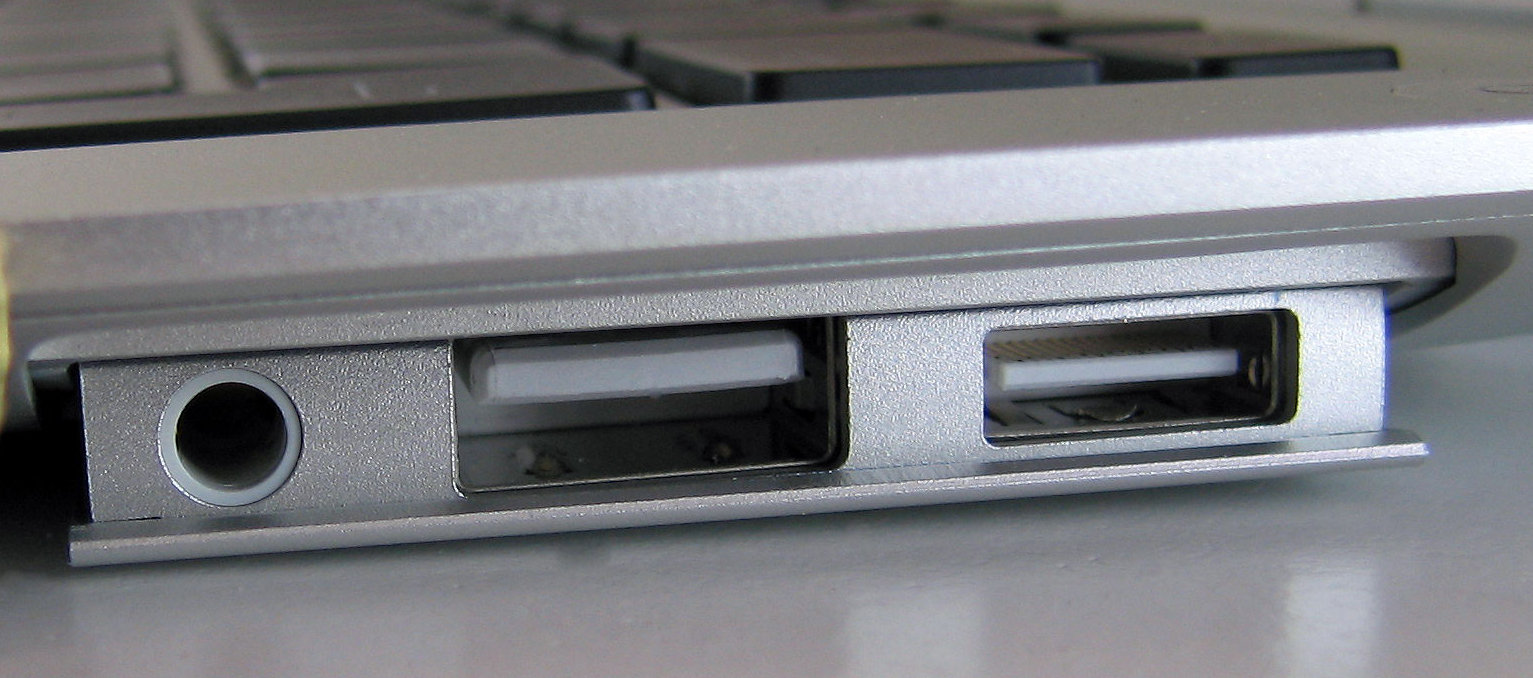
Klappe mit Anschlüssen des MacBook Air der ersten Generation

### Design
Das Gerät, dessen Außenhülle aus Aluminium gefertigt ist, läuft zur Vorderseite keilförmig zu.
Das MacBook Air war mit 19,4 mm nach dem 1997 von Mitsubishi und Hewlett-Packard entwickelten Pedion zum Veröffentlichungstermin das zweitdünnste Notebook der Welt, dicht gefolgt von einer Sonderedition des Sony Vaio X505 aus dem Jahr 2004.
Im Jahr 2009 wurden mit dem Dell Adamo und dem Sony Vaio X (14 Millimeter Höhe) noch dünnere Notebooks vorgestellt.
Der Bildschirm des MacBook Air misst 13,3″ und ist damit ebenso groß wie das der MacBook-Modelle. Er ist mit LEDs beleuchtet. Die Tastatur hat eine Hintergrundbeleuchtung. Über dem Bildschirm ist die mittlerweile in allen Apple-Notebooks eingebaute iSight-Kamera, die Apple FaceTime-Kamera genannt hat. Das Mikrofon wurde auf der linken Seite des Unterteils neben den Kopfhöreranschluss platziert.
Als Neuerung bietet das Trackpad einige der vom iPhone und dem iPod touch bekannten Multi-Touch-Funktionen. So ist es möglich, mit Gesten eines oder mehrerer Finger Steuerungen oder Funktionen direkt und vereinfacht auszuführen, wenn Programme dies unterstützen.
Ein optisches Laufwerk ist werksseitig nicht vorhanden. Dafür ist das MacBook Air in der Lage, über WLAN auf die CD/DVD-Laufwerke eines anderen Macs oder auch Windows-Rechners zuzugreifen. Das Betriebssystem kann über eine Recovery-Partition wiederhergestellt werden. Alternativ kann ein externes Laufwerk „Super Drive“ erworben werden, das über den USB-Anschluss mit Strom versorgt wird.

### Technische Details
Die erste Revision des Gerätes bot in der Standardausführung einen 1,60-GHz-Prozessor, 2 GB auf der Platine fest integrierten Arbeitsspeicher und eine 80-GB-Festplatte, die mit 1,8″ dasselbe Format hat wie Festplatten der iPod-Modelle, jedoch mit 4.200/min schneller dreht als die 3.400/min drehenden Festplatten in den iPods. Auf Wunsch gab es eine Version mit 1,80-GHz-Prozessor und einem 64 GB großen Flashspeicher (Solid-State-Drive) statt einer Festplatte. Der Massenspeicher war über die mittlerweile veraltete Parallel-ATA-Schnittstelle angebunden.
Das Prozessorgehäuse war eine Besonderheit, da es im sogenannten Small Form Factor Package von Intel gefertigt wurde. Mit einer Fläche von 22 mm × 22 mm war er etwa 60 Prozent kleiner als ein normaler Prozessor.
Technisch basierten beide Prozessormodelle auf dem Intel Core 2 Duo mit Merom-Kern, weshalb sie dessen Funktionen inklusive 4 MB Shared-L2-Cache hatten.
Die Stromversorgung erfolgte durch einen fest eingebauten Lithium-Polymer-Akku, der das Gerät nach Herstellerangaben bis zu viereinhalb Stunden betreiben kann. In verschiedenen Tests mit unterschiedlicher Beanspruchung erreichte das MacBook Air Laufzeiten zwischen zweieinhalb und knapp fünf Stunden. Ferner verfügte es über WLAN nach dem 802.11n-Standard und Bluetooth 2.1 + EDR.
Die günstigste Variante mit 1,6 GHz-Prozessor und 80 GB Festplatte kostete 1.699 €. Das Modell mit 1,8 GHz-Prozessor und 64 GB SSD kostete 2.379 €.

### Software
Als Betriebssystem dient für alle Geräte Mac OS X. Die erste Generation aus Anfang 2008 (MacBook Air 1,1) kann maximal Mac OS X 10.7 Lion ausführen. Generation 2 (MacBook Air 2,1) ab Ende 2008 und alle Generation danach einschließend, kann jedes MacBook Air Mac OS X El Capitan ausführen. Lediglich für Mac OS Sierra und höher ist mindestens ein MacBook Air aus Ende 2010 (MacBook Air 3,1) erforderlich.
OS X bzw. Mac OS lässt sich ohne externe Datenträger über die zeitgleich mit Lion eingeführte Funktion „Internet-Wiederherstellung“ neu installieren, selbst wenn die SSD komplett formatiert sein sollte.
Bei den vorherigen Geräten wurde das System auf einem Micro-USB-Stick ausgeliefert, um das Betriebssystem ohne DVD-Laufwerk neu aufsetzen zu können.
Neu ist die Software Remote Disc. Sie ermöglicht es, drahtlos auf optische Laufwerke anderer Macs oder PCs zuzugreifen und von ihnen Programme zu installieren.
Über Boot Camp kann Windows auf dem Macbook Air installiert werden.
Die dazugehörigen Treiber werden davor vom Programm Boot Camp auf einen USB-Stick oder auf eine CD/DVD gespeichert, damit die Treiber unter Windows installiert werden können.

### Umweltverträglichkeit
Nach der Kritik an der fehlenden Umweltverträglichkeit hat Apple in das MacBook Air einen quecksilber- und arsenfreien LED-hintergrundbeleuchteten Bildschirm eingebaut. Dieses war zuvor bereits im MacBook Pro erhältlich. Weiterhin finden PVC-freie Kabel Verwendung.
Das MacBook Air erfüllt neben „Energy Star“ auch die Anforderungen für „EPEAT Gold“.

### Ende 2008
Am 14. Oktober 2008 wurde eine verbesserte Neuauflage des MacBook Air „MacBook Air (Ende 2008)“ vorgestellt.
Der Chipsatz (Hauptplatine) wurde nicht mehr von Intel, sondern Nvidia geliefert.
Dadurch wurde auch der Intel-Chipsatz-Grafikprozessor durch den bis zu viermal schnelleren Nvidia-9400M-Chipsatz-Grafikprozessor mit 256 MB DDR3-SDRAM (shared memory) ersetzt, der eine Auflösung von bis zu 2560 × 1600 Pixeln auf einem externen Bildschirm unterstützt. Der Takt des weiterhin von Intel gelieferten Prozessors Core 2 Duo blieb mit 1,60 GHz beim Einstiegsmodell unverändert, darüber hinaus war ein mit 1,86 GHz getakteter Prozessor erhältlich.
Die zuvor beschriebene Sonderbauform eines verkleinerten Intel-Merom-Prozessors wurde durch Standard-Prozessoren mit 6 MB Level-2-Cache aus der neuen „Penryn“-Serie von Intel ersetzt.
Die Systembusgeschwindigkeit wurde von 800 auf 1066 MHz angehoben, der Arbeitsspeicher entsprach nun dem schnelleren DDR3-Standard. Der interne Datenträger wurde fortan über die weitverbreitete SATA-Schnittstelle angebunden.
Standardmäßig wurde eine 120 GB fassende 1,8″-Festplatte mit 4.200/min eingebaut; die Solid-State-Disk-Variante hatte 128 GB statt 64 GB.
Der speziell für das MacBook Air Revision A entwickelte Micro-DVI-Port wurde in Revision B durch den neuen Mini-DisplayPort ersetzt.
Erste Tests zeigten einen deutlichen Geschwindigkeitszuwachs der Revision B, trotz der nominell fast unveränderten Prozessorgeschwindigkeiten. Auch gehören die häufig berichteten Probleme der Vergangenheit an, bei denen sich das MacBook Air (Revision A) bei prozessorintensiven Aufgaben überhitzte und einen Prozessorkern abschaltete.
Die günstigste Variante mit jetzt 120 GB (zuvor 80 GB) Festplatte kostete weiterhin 1.699 €. Das Modell mit 128 GB SSD wurde im Preis auf 2.299 € gesenkt. Der Vorgänger kostete 2.379 € für 64 GB.

### Mitte 2009
Am 8. Juni 2009 kündigte Apple mit dem Motto „Dünn wie immer. Schnell wie nie.“ auf der WWDC die Revision C des MacBook Air an. Diese Version war nun wahlweise mit einem 1,86 GHz oder 2,13 GHz Intel-Prozessor lieferbar und somit leistungsstärker als bisher. Zugleich sanken die Preise für beide MacBook-Air-Modelle. Das Modell mit Festplatte kostete 1.399 €, das mit SSD 1.699 €.

### Technische Daten
Legende: Produktion eingestellt – Aktuell
| Modell                                 | Modell                                 | Anfang 2008                                                                      | Ende 2008                                                                          | Mitte 2009                                                                          |
| -------------------------------------- | -------------------------------------- | -------------------------------------------------------------------------------- | ---------------------------------------------------------------------------------- | ----------------------------------------------------------------------------------- |
| Modellbezeichnung                      | Modellbezeichnung                      | MacBookAir1,1 (A1237)                                                            | MacBookAir2,1 (A1304)                                                              | MacBookAir2,1 (A1304)                                                               |
| Modellnummer                           | Modellnummer                           | MB003LL/A                                                                        | MB543LL/A, MB940LL/A                                                               | MC233LL/A, MC234LL/A                                                                |
| Bildschirm                             | Bildschirm                             | 13,3″, 1280 × 800 Glänzender LED-hintergrundbeleuchteter TN-LCD-Breitbildmonitor | 13,3″, 1280 × 800 Glänzender LED-hintergrundbeleuchteter TN-LCD-Breitbildmonitor   | 13,3″, 1280 × 800 Glänzender LED-hintergrundbeleuchteter TN-LCD-Breitbildmonitor    |
| Grafikkarte geteilt mit Systemspeicher | Grafikkarte geteilt mit Systemspeicher | Intel GMA X3100 mit 144 MB DDR2‑SDRAM                                            | Nvidia GeForce 9400M mit 256 MB DDR3‑SDRAM                                         | Nvidia GeForce 9400M mit 256 MB DDR3‑SDRAM                                          |
| Front Side Bus                         | Front Side Bus                         | 800 MHz                                                                          | 1066 MHz                                                                           | 1066 MHz                                                                            |
| Prozessor                              | Prozessor                              | Merom                                                                            | Penryn                                                                             | Penryn                                                                              |
| Prozessor                              | Prozessor                              | 1,6 GHz (L7500) oder 1,8 GHz (L7700) Intel Core 2 Duo mit 6 MB on-chip L2 cache  | 1,6 GHz (SL9300) oder 1,86 GHz (SL9400) Intel Core 2 Duo mit 6 MB on-chip L2 cache | 1,86 GHz (SL9400) oder 2,13 GHz (SL9600) Intel Core 2 Duo mit 6 MB on-chip L2 cache |
| Speicher fest verlötet                 | Speicher fest verlötet                 | 2 GB mit 667 MHz DDR2‑SDRAM                                                      | 2 GB mit 1066 MHz DDR3‑SDRAM                                                       | 2 GB mit 1066 MHz DDR3‑SDRAM                                                        |
| Massenspeicher                         | Massenspeicher                         | 80 GB 1,8″-ZIF ATA, 4200-rpm HDD oder 64 GB SSD                                  | 120 GB 1,8″ Serial ATA, 4200-rpm HDD oder 128 GB SSD                               | 120 GB 1,8″ Serial ATA, 4200-rpm HDD oder 128 GB SSD                                |
| Tastatur                               | Tastatur                               | weiße Buchstaben hintergrundbeleuchtet                                           | weiße Buchstaben hintergrundbeleuchtet                                             | weiße Buchstaben hintergrundbeleuchtet                                              |
| Funkverbindungen                       | Funkverbindungen                       | Wi-Fi 4 (802.11n)                                                                | Wi-Fi 4 (802.11n)                                                                  | Wi-Fi 4 (802.11n)                                                                   |
| Funkverbindungen                       | Funkverbindungen                       | Bluetooth 2.1 + EDR                                                              |                                                                                    |                                                                                     |
| Funkverbindungen                       | Funkverbindungen                       | eingebauter Infrarot (IR) Empfänger für Apple Remote                             |                                                                                    |                                                                                     |
| Anschlüsse                             | Anschlüsse                             | 1 × MagSafe                                                                      | 1 × MagSafe                                                                        | 1 × MagSafe                                                                         |
| Anschlüsse                             | Anschlüsse                             | 1 × USB 2.0                                                                      |                                                                                    |                                                                                     |
| Anschlüsse                             | Anschlüsse                             | 1 × Micro-DVI                                                                    | 1 × Mini DisplayPort                                                               | 1 × Mini DisplayPort                                                                |
| Anschlüsse                             | Anschlüsse                             | 1 × 3,5 mm für Kopfhörer                                                         |                                                                                    |                                                                                     |
| Akku                                   | Akku                                   | 37 Wh Lithium‑Polymer                                                            | 37 Wh Lithium‑Polymer                                                              | 40 Wh Lithium‑Polymer                                                               |
| Akku                                   | Akku                                   | mit verschraubtem Rahmen und Steckkontakt, leicht erneuerbar                     |                                                                                    |                                                                                     |
| Akku                                   | Akku                                   | 45W-MagSafe-Netzteil im Lieferumfang enthalten                                   |                                                                                    |                                                                                     |
| Ursprüngliches Betriebssystem          | Ursprüngliches Betriebssystem          | Mac OS X 10.5 Leopard                                                            | Mac OS X 10.5 Leopard                                                              | Mac OS X 10.5 Leopard                                                               |
| Aktuelles Betriebssystem               | Aktuelles Betriebssystem               | Mac OS X 10.7 Lion                                                               | OS X 10.11 El Capitan                                                              | OS X 10.11 El Capitan                                                               |
| Einstiegspreis                         | US                                     | 1.799 $                                                                          | 1.799 $                                                                            | 1.499 $                                                                             |
| Einstiegspreis                         | DE/AU                                  | 1.699 €                                                                          | 1.699 €                                                                            | 1.399 €                                                                             |
| Einstiegspreis                         | CH                                     | 2'499 CHF                                                                        | 2'399 CHF                                                                          | 1'899 CHF                                                                           |
| Abmessungen (B×T×H)                    | Abmessungen (B×T×H)                    | 330 mm × 227 mm × 4,1–19,4 mm                                                    | 330 mm × 227 mm × 4,1–19,4 mm                                                      | 330 mm × 227 mm × 4,1–19,4 mm                                                       |
| Farben                                 | Farben                                 | Silber                                                                           | Silber                                                                             | Silber                                                                              |
| Masse                                  | Masse                                  | 1,36 kg                                                                          | 1,36 kg                                                                            | 1,36 kg                                                                             |

## MacBook Air (2010–2019)

### Design

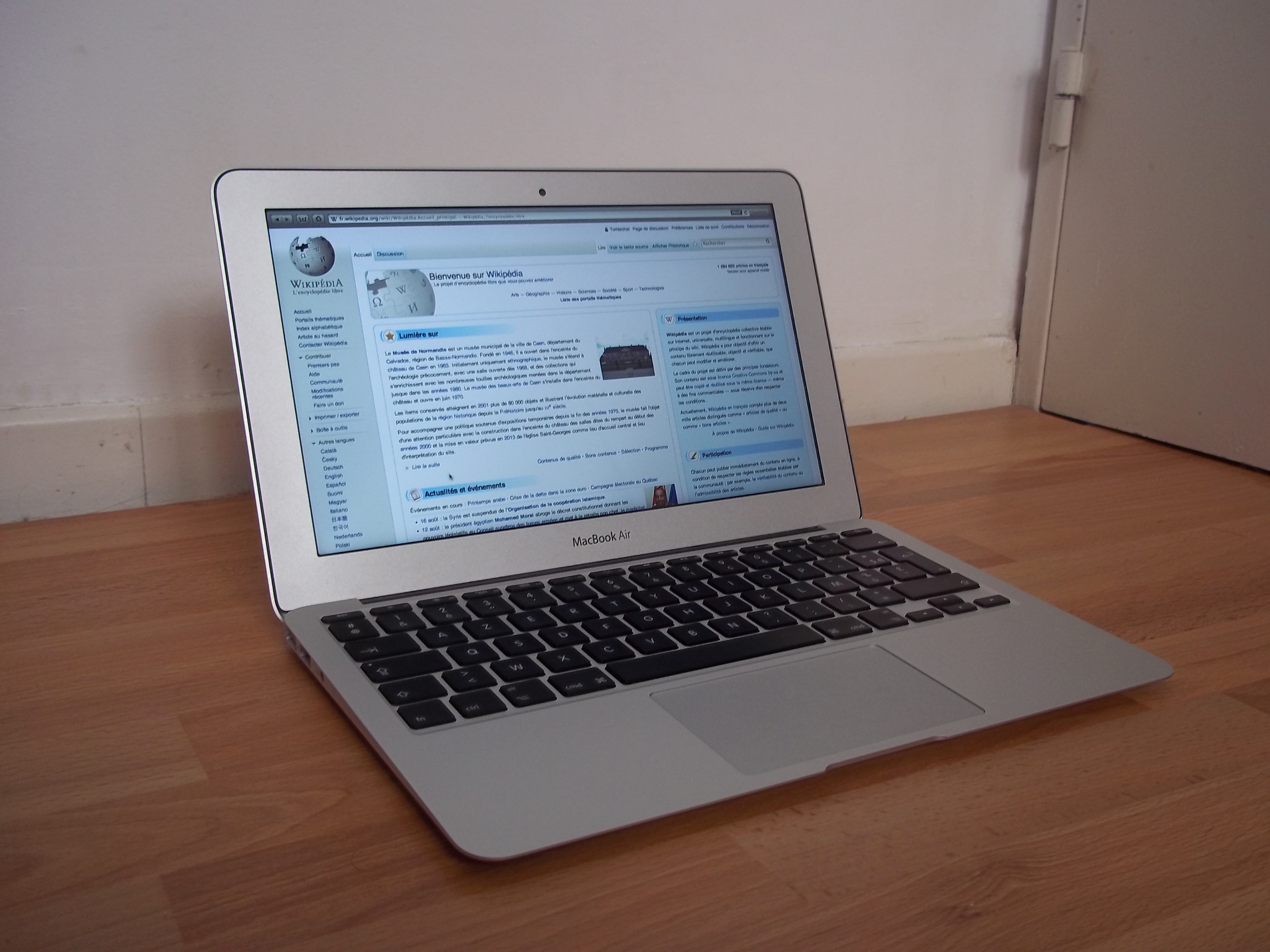
MacBook Air der zweiten Generation, erkennbar an der flachen Seitenlinie und dem schwarzen Scharnier des Bildschirms

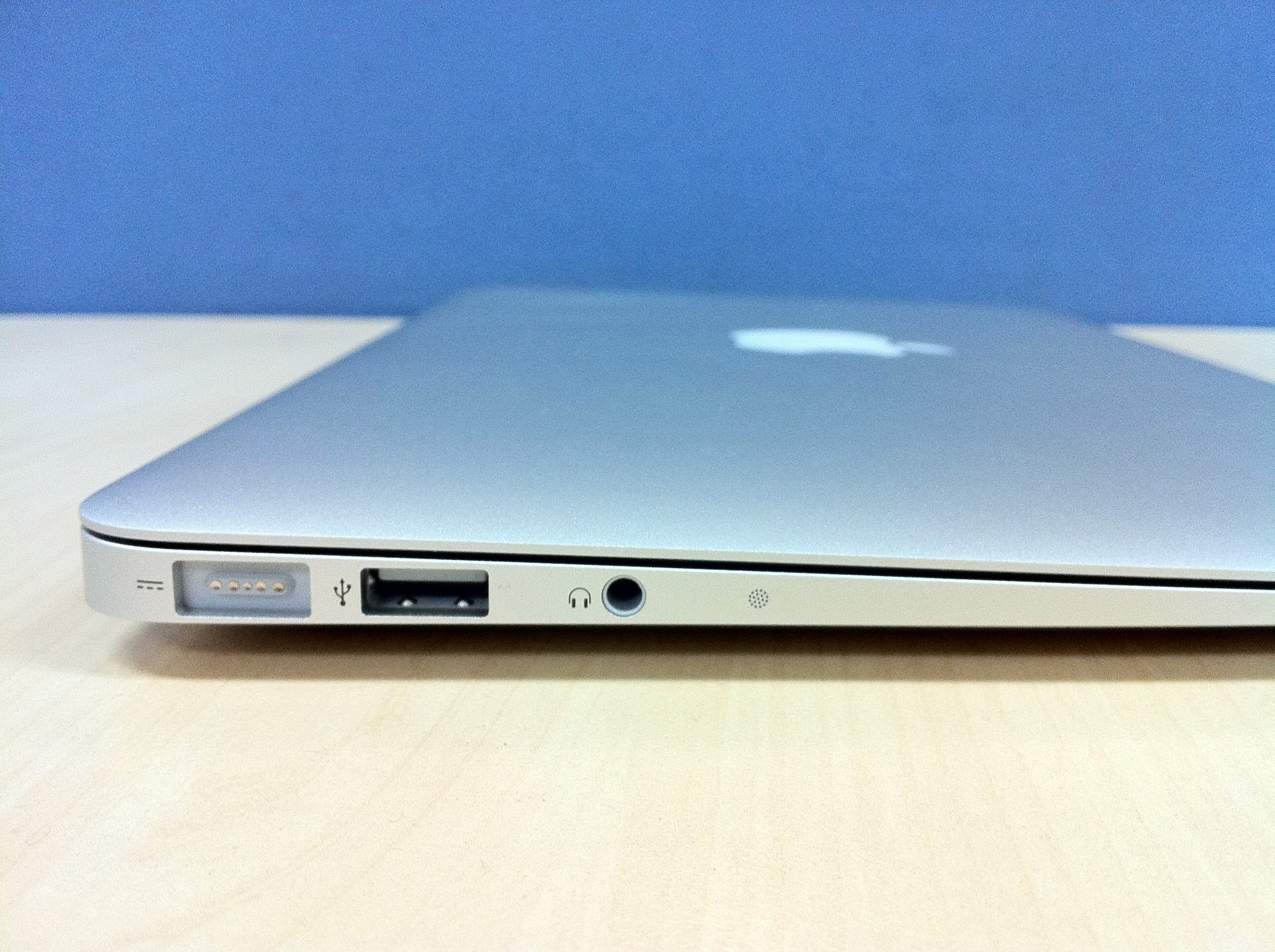
MagSafe-, USB- und Kopfhörer-Anschluss, Bohrungskreis zu einem Mikrofon (MBA 11 Zoll, Foto: Oktober 2010)

Die zweite Generation des MacBook Air war erneut dünner. Mit dem ersten MacBook Air führte Apple das Unibody-Design für die Fertigung seiner Notebooks ein und weitete diese Fertigungsart schrittweise auch auf andere Produktreihen aus. Im Gegensatz zum normalen MacBook und der Pro-Reihe stellte Apple erstmals auch den Bildschirm im Unibody-Design her. Die Anschlüsse waren nicht mehr in einem klappbaren Fach versteckt, sondern aufgrund der dickeren Seiten immer sichtbar und zugänglich. Für das Design des MacBook Air bekam Apple Anfang Juni 2012 ein design patent zugesprochen.

### Ende 2010
Am 20. Oktober 2010 wurde unter dem Motto „Back to the Mac“ eine neue Generation des MacBook Air veröffentlicht. Neben der bekannten Größe mit 13,3″-Bildschirm wurde ein Modell mit 11,6″-Bildschirm eingeführt. Zur Datenspeicherung verwendet es ausschließlich SSDs, HDDs sind nicht mehr erhältlich. Das Gehäusevolumen wurde geringfügig reduziert. Der Bildschirm des 13,3″-Modells bietet eine höhere Auflösung als beim Vorgänger. Die neuen Modelle besitzen zwei USB-2.0-Anschlüsse, der Vorgänger hat nur einen. Erstmals konnte man im MacBook Air 4 GB RAM statt der bisher maximalen 2 GB einbauen lassen. Die 13,3-Zoll-Variante hat ab dieser Version einen Steckplatz für eine SD-Karte. Im Gegensatz zum Vorgänger besitzt es keine integrierte Tastaturbeleuchtung. Das 13,3″-MacBook Air bietet eine native Auflösung von 1440 × 900 Pixeln im 16:10-Format, beim 11,6″-MacBook Air sind es 1366 × 768 Pixel im 16:9-Format. Beide Displays sind mit LEDs hintergrundbeleuchtet. Es ist das erste Modell, welches mit einem Update auf Mac OS X Lion AirDrop mit anderen Macs unterstützt.
Die Preise der jeweils günstigsten Modelle betrugen zum Marktstart 999 € für das 11,6″-Modell und 1.299 € für das 13,3″-Modell.

### Mitte 2011
Am 20. Juli 2011 wurde die Generation Mitte 2011 mit dem Motto „Das neue, schnellere MacBook Air“ gemeinsam mit Mac OS X Lion veröffentlicht.
Wesentliche Änderungen waren schnellere Intel i5- und i7-ULV-Prozessoren (17W TDP), der Thunderbolt-Anschluss, 4 GB RAM bei den 13,3-Zoll-Modellen, die Wiedereinführung der Tastaturbeleuchtung, die Grafikkarte Intel HD 3000 und die Möglichkeit, eine SSD von 256 GB Speicherplatz in das 11,6-Zoll-Modell einbauen zu lassen.
Die Preise fingen bei 50 € weniger als beim Modell zuvor an, also 949 € für das 11,6″-Modell und 1.249 € für das 13,3″-Modell.

### Mitte 2012
Am 11. Juni 2012 veröffentlichte Phil Schiller auf der WWDC ein aktualisiertes MacBook Air, welches sich vor allem durch die neuen Intel Ivy-Bridge-Prozessoren unterscheidet. Beim günstigsten Modell wird nun als Standard 4 GB RAM eingebaut, die maximale Flashspeichergröße beträgt 512 GB. Die neue Facetime-HD-Kamera löst nun mit 720p auf, verglichen mit der 480p-iSight-Kamera im Vorjahresmodell. Die USB-2.0-Anschlüsse wurden durch neue USB 3.0 ersetzt, was von Kritikern lange gefordert wurde. Außerdem besitzt das MacBook Air nun einen MagSafe-2-Anschluss, der dünner und breiter ist. Der zuvor verwendete MagSafe-(1)-Anschluss ist (geometrisch) nicht kompatibel. Apple verkauft einen Adapter, der einen alten MagSafe-(1)-Stecker an die MagSafe-2-Buchse (der neueren Rechner) anpasst. Es ist das erste Modell, welches mit dem Update auf OS X Yosemite AirDrop mit iOS- bzw. iPadOS-Geräten, welche iOS 8 oder höher verwenden, unterstützt.
Der Einstiegspreis für das 11,6″-Modell ist 100 € mehr und liegt bei 1.049 €, beim 13,3″-Modell ist er unverändert bei 1.249 €.

### Mitte 2013
Am 10. Juni 2013 wurde ein neues MacBook Air mit Intel-Haswell-Prozessoren vorgestellt. Dadurch konnte die Batterielaufzeit auf neun bzw. zwölf Stunden erhöht werden. Das MacBook Air unterstützt nun den neuesten WLAN-Standard 802.11ac. Außerdem wurden anstatt eines zwei Mikrofone eingebaut, nebeneinanderliegend und wie bisher auf der linken Seite. In ersten Tests wurde die angegebene Batterielaufzeit nicht nur erreicht, sondern übertroffen.
Die Preise der günstigen Varianten wurden im Vergleich zum Vorgänger gesenkt. Beim 11,6″-Modell sind es 50 € weniger und somit 999 €, das 13,3″-Modell kostet 150 € weniger und damit 1.099 €.

### Anfang 2014
Seit 29. April 2014 wurden im MacBook Air unter Revision B neue Haswell-Prozessoren (Haswell-Refresh) eingebaut und die Preisgestaltung änderte sich in Deutschland und Österreich. Das 13-Zoll-Modell sank im Preis von 1099 auf 999 Euro und das 11-Zoll-Modell kostete statt 999 nunmehr 899 Euro.

### Anfang 2015
Am 9. März 2015 wurden aktualisierte Versionen für beide Gerätegrößen (11,6″ und 13,3″) mit Intel-Core-i5- und -i7-Prozessoren der fünften Generation (Broadwell) vorgestellt. Die Thunderbolt 1-Schnittstelle durch eine Thunderbolt 2-Schnittstelle ersetzt und die Geschwindigkeit der SSD verdoppelt. Die Preise stiegen jedoch aufgrund des Wechselkurses in Deutschland und Österreich wieder um 100 Euro auf 999 Euro für das 11-Zoll-Modell beziehungsweise auf 1099 Euro für das 13-Zoll-Modell, in der Schweiz lagen die Preise bei 979 Fr. bzw. 1179 Fr.
Seit dem 19. April 2016 verfügten alle MacBook Air 13″ über 8 statt 4 GB Arbeitsspeicher bei ansonsten gleichem Spezifikationen und Preisen.
Am 27. Oktober 2016 wurde das MacBook Air 11″ eingestellt. Das bereits im vorherigen Jahr eingeführte MacBook kann aufgrund seiner Größe und seines Aussehens als Nachfolger gezählt werden.

### 2017
Am 5. Juni 2017 bekam das MacBook Air zur WWDC eine kleine Modellpflege, bei der ein etwas schnellerer Prozessor eingebaut wurde, der nach wie vor Teil der mittlerweile zwei Jahre alten Broadwell-Architektur war. Der Preis wurde für die Schweiz angepasst, neu 1076.10 Fr. für das 128-GB-Modell (vorher 979 Fr.).
Als 2016 die neue Generation des MacBook Pro veröffentlicht wurde, bewarb Apple das Modell ohne Touch Bar und mit nur zwei Anschlüssen als Nachfolger. In der Folgezeit erfuhr die Produktlinie der Notebooks bei Apple jedoch diverse Änderungen. 2018 wurde das MacBook Air mit Retina-Bildschirm mit einem höheren Preis von 1.349 Euro bzw. 1399 Fr. veröffentlicht. Zu dieser Zeit bestand das MacBook Air 2017 bei gleichem Preis als günstigere Alternative.
2019 wurde das günstigste MacBook Air Retina im Zuge einer Modellpflege um 100 Euro auf 1.249 Euro beziehungsweise 150 Fr. auf 1249 Fr. reduziert. Beim Modell mit 256 GB SSD-Speicher bedeutet das ein Preis von 1499 Euro bzw. 1499 Fr., wodurch es nun so viel kostet, wie das MacBook Retina, dessen günstigste Variante ebenfalls 256 GB Speicher besitzt. Es wurde zusammen mit dem MacBook Air 2017 eingestellt, womit das MacBook Air Retina die Nachfolge als günstigstes MacBook antritt.

### Technische Daten
Legende: Produktion eingestellt – Aktuell
| Modell                                 | Modell                                 | Modell                        | Ende 2010 | Mitte 2011 | Mitte 2012 | Mitte 2013 | Anfang 2014                                                                                                   | Anfang 2015                                                                                                   | 2017 |
| -------------------------------------- | -------------------------------------- | ----------------------------- | --- | --- | --- | --- | --- | --- | --- |
| Modell- bezeichnung                    | Modell- bezeichnung                    | 11″                           | MacBookAir3,1 (A1370) | MacBookAir4,1 (A1370)                                                                                                  | MacBookAir5,1 (A1465) | MacBookAir6,1 (A1465)                                                                                         | MacBookAir6,1 (A1465)                                                                                         | MacBookAir7,1 (A1465)                                                                                         | |
| Modell- bezeichnung                    | Modell- bezeichnung                    | 13″                           | MacBookAir3,2 (A1369) | MacBookAir4,2 (A1369)                                                                                                  | MacBookAir5,2 (A1466) | MacBookAir6,2 (A1466)                                                                                         | MacBookAir6,2 (A1466)                                                                                         | MacBookAir7,2 (A1466)                                                                                         | MacBookAir7,2 (A1466)                                                                                         |
| Modellnummer                           | Modellnummer                           | 11″                           | MC505LL/A | MC968LL/A, MC969LL/A                                                                                                   | MD223D, MD224D | MD711LL/A, MD712LL/A                                                                                          | MD711LL/B, MD712LL/B                                                                                          | MJVM2LL/A | |
| Modellnummer                           | Modellnummer                           | 13″                           | MC503LL/A | MC965LL/A, MC966LL/A                                                                                                   | MD231D, MD232D | MD760LL/A, MD761LL/A                                                                                          | MD760LL/B, MD761LL/B                                                                                          | MJVE2LL/A | MQD32LL/A (128 GB), MQD42LL/A (256 GB)                                                                        |
| Display                                | Display                                | 11″                           | 11,6″, 1366 × 768 Glänzender LED-hintergrundbeleuchteter TN-LCD-Breitbildmonitor                                                   | 11,6″, 1366 × 768 Glänzender LED-hintergrundbeleuchteter TN-LCD-Breitbildmonitor                                       | 11,6″, 1366 × 768 Glänzender LED-hintergrundbeleuchteter TN-LCD-Breitbildmonitor                                             | 11,6″, 1366 × 768 Glänzender LED-hintergrundbeleuchteter TN-LCD-Breitbildmonitor                              | 11,6″, 1366 × 768 Glänzender LED-hintergrundbeleuchteter TN-LCD-Breitbildmonitor                              | 11,6″, 1366 × 768 Glänzender LED-hintergrundbeleuchteter TN-LCD-Breitbildmonitor                              | |
| Display                                | Display                                | 13″                           | 13,3″, 1440 × 900 Glänzender LED-hintergrundbeleuchteter TN-LCD-Breitbildmonitor                                                   | 13,3″, 1440 × 900 Glänzender LED-hintergrundbeleuchteter TN-LCD-Breitbildmonitor                                       | 13,3″, 1440 × 900 Glänzender LED-hintergrundbeleuchteter TN-LCD-Breitbildmonitor                                             | 13,3″, 1440 × 900 Glänzender LED-hintergrundbeleuchteter TN-LCD-Breitbildmonitor                              | 13,3″, 1440 × 900 Glänzender LED-hintergrundbeleuchteter TN-LCD-Breitbildmonitor                              | 13,3″, 1440 × 900 Glänzender LED-hintergrundbeleuchteter TN-LCD-Breitbildmonitor                              | 13,3″, 1440 × 900 Glänzender LED-hintergrundbeleuchteter TN-LCD-Breitbildmonitor                              |
| Grafikkarte geteilt mit Systemspeicher | Grafikkarte geteilt mit Systemspeicher | 11″                           | Nvidia GeForce 320M mit 256 MB DDR3-SDRAM                                                                                          | Intel HD Graphics 3000 mit 256 MB oder 384 MB DDR3‑SDRAM                                                               | Intel HD Graphics 4000 | Intel HD Graphics 5000                                                                                        | Intel HD Graphics 5000                                                                                        | Intel HD Graphics 6000                                                                                        | Intel HD Graphics 6000                                                                                        |
| Grafikkarte geteilt mit Systemspeicher | Grafikkarte geteilt mit Systemspeicher | 13″                           | Nvidia GeForce 320M mit 256 MB DDR3-SDRAM                                                                                          | Intel HD Graphics 3000 mit 384 MB DDR3‑SDRAM                                                                           | Intel HD Graphics 4000 | Intel HD Graphics 5000                                                                                        | Intel HD Graphics 5000                                                                                        | Intel HD Graphics 6000                                                                                        | Intel HD Graphics 6000                                                                                        |
| Front Side Bus                         | Front Side Bus                         | 11″                           | 800 MHz | | | | | | |
| Front Side Bus                         | Front Side Bus                         | 13″                           | 1066 MHz | | | | | | |
| Prozessor                              | Prozessor                              | 11″                           | Penryn | Sandy Bridge | Ivy Bridge | Haswell | Haswell | Broadwell | Broadwell |
| Prozessor                              | Prozessor                              |                               | 1,4 GHz (SU9400) Intel Core 2 Duo mit 3 MB on-chip L2 cache optional 1.6 GHz (SU9600) Intel Core 2 Duo mit 3 MB on-chip L2 cache   | 1,6 GHz (2467M) Dual-Core i5 mit 3 MB on-chip L3 cache optional 1.8 GHz (2677M) Dual Core i7 mit 4 MB on-chip L3 cache | 1,7 GHz (i5-3317U) Dual-Core i5 mit 3 MB on-chip L3 Cache optional 2,0 GHz (i7-3667U) Dual Core i7 mit 4 MB on-chip L3 Cache | Intel Core i5-4250U mit 1,3 – 2,6 GHz und 3 MB L3 Optional: Intel Core i7-4650U mit 1,7 – 3,3 GHz und 4 MB L3 | Intel Core i5-4260U mit 1,4 – 2,7 GHz und 3 MB L3 Optional: Intel Core i7-4650U mit 1,7 – 3,3 GHz und 4 MB L3 | Intel Core i5-5250U mit 1,6 – 2,7 GHz und 3 MB L3 Optional: Intel Core i7-5650U mit 2,2 – 3,2 GHz und 4 MB L3 | Intel Core i5-5350U mit 1,8 – 2,9 GHz und 4 MB L3 Optional: Intel Core i7-5650U mit 2,2 – 3,2 GHz und 4 MB L3 |
| Prozessor                              | Prozessor                              | 13″                           | Penryn | Sandy Bridge | Ivy Bridge | Intel Core i5-4250U mit 1,3 – 2,6 GHz und 3 MB L3 Optional: Intel Core i7-4650U mit 1,7 – 3,3 GHz und 4 MB L3 | Intel Core i5-4260U mit 1,4 – 2,7 GHz und 3 MB L3 Optional: Intel Core i7-4650U mit 1,7 – 3,3 GHz und 4 MB L3 | Intel Core i5-5250U mit 1,6 – 2,7 GHz und 3 MB L3 Optional: Intel Core i7-5650U mit 2,2 – 3,2 GHz und 4 MB L3 | Intel Core i5-5350U mit 1,8 – 2,9 GHz und 4 MB L3 Optional: Intel Core i7-5650U mit 2,2 – 3,2 GHz und 4 MB L3 |
| Prozessor                              | Prozessor                              |                               | 1,86 GHz (SL9400) Intel Core 2 Duo mit 6 MB on-chip L2 cache optional 2.13 GHz (SL9600) Intel Core 2 Duo mit 6 MB on-chip L2 cache | 1,7 GHz (2557M) Dual-Core i5 mit 3 MB on-chip L3 cache optional 1.8 GHz (2677M) Dual-Core i7 mit 4 MB on-chip L3 cache | 1,8 GHz (i5-3427U) Dual-Core i5 mit 3 MB on-chip L3 Cache optional 2,0 GHz (i7-3667U) Dual-Core i7 mit 4 MB on-chip L3 Cache | Intel Core i5-4250U mit 1,3 – 2,6 GHz und 3 MB L3 Optional: Intel Core i7-4650U mit 1,7 – 3,3 GHz und 4 MB L3 | Intel Core i5-4260U mit 1,4 – 2,7 GHz und 3 MB L3 Optional: Intel Core i7-4650U mit 1,7 – 3,3 GHz und 4 MB L3 | Intel Core i5-5250U mit 1,6 – 2,7 GHz und 3 MB L3 Optional: Intel Core i7-5650U mit 2,2 – 3,2 GHz und 4 MB L3 | Intel Core i5-5350U mit 1,8 – 2,9 GHz und 4 MB L3 Optional: Intel Core i7-5650U mit 2,2 – 3,2 GHz und 4 MB L3 |
| Speicher fest verlötet                 | Speicher fest verlötet                 | 11″                           | 2 GB mit 1066 MHz DDR3‑SDRAM Optional 4 GB                                                                                         | 2 GB mit 1333 MHz DDR3‑SDRAM optional 4 GB                                                                             | 4 GB mit 1600 MHz DDR3L‑SDRAM optional bis 8 GB                                                                              | 4 GB mit 1600 MHz LPDDR3 optional bis 8 GB                                                                    | 4 GB mit 1600 MHz LPDDR3 optional bis 8 GB                                                                    | 4 GB mit 1600 MHz LPDDR3 optional bis 8 GB (beim 13" Modell seit 19. April 2016 standard)                     | 8 GB mit 1600 MHz LPDDR3                                                                                      |
| Speicher fest verlötet                 | Speicher fest verlötet                 | 13″                           | 2 GB mit 1066 MHz DDR3‑SDRAM Optional 4 GB                                                                                         | 4 GB mit 1333 MHz DDR3‑SDRAM                                                                                           | 4 GB mit 1600 MHz DDR3L‑SDRAM optional bis 8 GB                                                                              | 4 GB mit 1600 MHz LPDDR3 optional bis 8 GB                                                                    | 4 GB mit 1600 MHz LPDDR3 optional bis 8 GB                                                                    | 4 GB mit 1600 MHz LPDDR3 optional bis 8 GB (beim 13" Modell seit 19. April 2016 standard)                     | 8 GB mit 1600 MHz LPDDR3                                                                                      |
| Massenspeicher austauschbar            | Massenspeicher austauschbar            | 11″                           | 64 GB oder optional 128 GB SSD | 64 GB, 128 GB oder optional 256 GB SSD                                                                                 | 64 GB, 128 GB oder optional 256 GB oder 512 GB SSD                                                                           | 128 GB, 256 GB oder optional 512 GB SSD                                                                       | 128 GB, 256 GB oder optional 512 GB SSD                                                                       | 128 GB, 256 GB oder optional 512 GB SSD                                                                       | 128 GB, 256 GB oder optional 512 GB SSD                                                                       |
| Massenspeicher austauschbar            | Massenspeicher austauschbar            | 13″                           | 128 GB oder optional 256 GB SSD | 128 GB oder optional 256 GB SSD                                                                                        | 128 GB, 256 GB oder optional 512 GB SSD                                                                                      | 128 GB, 256 GB oder optional 512 GB SSD                                                                       | 128 GB, 256 GB oder optional 512 GB SSD                                                                       | 128 GB, 256 GB oder optional 512 GB SSD                                                                       | 128 GB, 256 GB oder optional 512 GB SSD                                                                       |
| Tastatur                               | Tastatur                               | Tastatur                      | graue Buchstaben nicht hintergrundbeleuchtet                                                                                       | graue Buchstaben hintergrundbeleuchtet                                                                                 | graue Buchstaben hintergrundbeleuchtet                                                                                       | graue Buchstaben hintergrundbeleuchtet                                                                        | graue Buchstaben hintergrundbeleuchtet                                                                        | graue Buchstaben hintergrundbeleuchtet                                                                        | graue Buchstaben hintergrundbeleuchtet                                                                        |
| Funkverbindungen                       | Funkverbindungen                       | Funkverbindungen              | Wi-Fi 4 (802.11n) | Wi-Fi 4 (802.11n) | Wi-Fi 4 (802.11n) | Wi-Fi 5 (802.11ac)                                                                                            | Wi-Fi 5 (802.11ac)                                                                                            | Wi-Fi 5 (802.11ac)                                                                                            | Wi-Fi 5 (802.11ac)                                                                                            |
| Funkverbindungen                       | Funkverbindungen                       | Funkverbindungen              | Bluetooth 2.1 + EDR | Bluetooth 4.0 | Bluetooth 4.0 | Bluetooth 4.0                                                                                                 | Bluetooth 4.0                                                                                                 | Bluetooth 4.0                                                                                                 | Bluetooth 4.0                                                                                                 |
| Anschlüsse                             | Anschlüsse                             | 11″                           | 1 × MagSafe | 1 × MagSafe | 1 × MagSafe 2 | 1 × MagSafe 2                                                                                                 | 1 × MagSafe 2                                                                                                 | 1 × MagSafe 2                                                                                                 | |
| Anschlüsse                             | Anschlüsse                             | 11″                           | 2 × USB 2.0 | 2 × USB 2.0 | 2 × USB 3.0 | 2 × USB 3.0                                                                                                   | 2 × USB 3.0                                                                                                   | 2 × USB 3.0                                                                                                   | |
| Anschlüsse                             | Anschlüsse                             | 11″                           | 1 × Mini DisplayPort | 1 × Thunderbolt | 1 × Thunderbolt | 1 × Thunderbolt                                                                                               | 1 × Thunderbolt                                                                                               | 1 × Thunderbolt 2                                                                                             | |
| Anschlüsse                             | Anschlüsse                             | 11″                           | 1 × 3,5 mm für Kopfhörer | | | | | | |
| Anschlüsse                             | Anschlüsse                             | 13″                           | 1 × MagSafe | 1 × MagSafe | 1 × MagSafe 2 | 1 × MagSafe 2                                                                                                 | 1 × MagSafe 2                                                                                                 | 1 × MagSafe 2                                                                                                 | 1 × MagSafe 2                                                                                                 |
| Anschlüsse                             | Anschlüsse                             | 13″                           | 2 × USB 2.0 | 2 × USB 2.0 | 2 × USB 3.0 | 2 × USB 3.0                                                                                                   | 2 × USB 3.0                                                                                                   | 2 × USB 3.0                                                                                                   | 2 × USB 3.0                                                                                                   |
| Anschlüsse                             | Anschlüsse                             | 13″                           | 1 × Mini DisplayPort | 1 × Thunderbolt | 1 × Thunderbolt | 1 × Thunderbolt                                                                                               | 1 × Thunderbolt                                                                                               | 1 × Thunderbolt 2                                                                                             | 1 × Thunderbolt 2                                                                                             |
| Anschlüsse                             | Anschlüsse                             | 13″                           | 1 × 3,5 mm für Kopfhörer | | | | | | |
| Anschlüsse                             | Anschlüsse                             | 13″                           | 1 × SDXC-Karteneinschub | | | | | | |
| Akku                                   | Akku                                   | 11″                           | 35 Wh Lithium‑Polymer | 35 Wh Lithium‑Polymer                                                                                                  | 35 Wh Lithium‑Polymer | 35 Wh Lithium‑Polymer                                                                                         | 35 Wh Lithium‑Polymer                                                                                         | 38 Wh Lithium‑Polymer                                                                                         | |
| Akku                                   | Akku                                   | 11″                           | mit verschraubtem Rahmen und Steckkontakt, leicht erneuerbar                                                                       | | | | | | |
| Akku                                   | Akku                                   | 11″                           | 45W-MagSafe-Netzteil im Lieferumfang enthalten                                                                                     | 45W-MagSafe-Netzteil im Lieferumfang enthalten                                                                         | 45W-MagSafe-2-Netzteil im Lieferumfang enthalten                                                                             | 45W-MagSafe-2-Netzteil im Lieferumfang enthalten                                                              | 45W-MagSafe-2-Netzteil im Lieferumfang enthalten                                                              | 45W-MagSafe-2-Netzteil im Lieferumfang enthalten                                                              | |
| Akku                                   | Akku                                   | 13″                           | 50 Wh Lithium‑Polymer | 50 Wh Lithium‑Polymer                                                                                                  | 50 Wh Lithium‑Polymer | 54 Wh Lithium‑Polymer                                                                                         | 54 Wh Lithium‑Polymer                                                                                         | 54 Wh Lithium‑Polymer                                                                                         | 54 Wh Lithium‑Polymer                                                                                         |
| Akku                                   | Akku                                   | 13″                           | mit verschraubtem Rahmen und Steckkontakt, leicht erneuerbar                                                                       | | | | | | |
| Akku                                   | Akku                                   | 13″                           | 45W-MagSafe-Netzteil im Lieferumfang enthalten                                                                                     | 45W-MagSafe-Netzteil im Lieferumfang enthalten                                                                         | 45W-MagSafe-2-Netzteil im Lieferumfang enthalten                                                                             | 45W-MagSafe-2-Netzteil im Lieferumfang enthalten                                                              | 45W-MagSafe-2-Netzteil im Lieferumfang enthalten                                                              | 45W-MagSafe-2-Netzteil im Lieferumfang enthalten                                                              | 45W-MagSafe-2-Netzteil im Lieferumfang enthalten                                                              |
| Ursprüngliches Betriebssystem          | Ursprüngliches Betriebssystem          | Ursprüngliches Betriebssystem | Mac OS X 10.6 Snow Leopard | Mac OS X 10.7 Lion | Mac OS X 10.7 Lion | OS X 10.8 Mountain Lion                                                                                       | OS X 10.9 Mavericks                                                                                           | OS X 10.10 Yosemite                                                                                           | macOS 10.12 Sierra (OS X 10.11 El Capitan kann installiert werden)                                            |
| Aktuelles Betriebssystem               | Aktuelles Betriebssystem               | Aktuelles Betriebssystem      | macOS 10.13 High Sierra | macOS 10.13 High Sierra                                                                                                | macOS 10.15 Catalina | macOS 11 Big Sur                                                                                              | macOS 11 Big Sur                                                                                              | macOS 12 Monterey                                                                                             | macOS 12 Monterey                                                                                             |
| Einstiegspreis                         | 11″                                    | US                            | 999 $ | 999 $ | 999 $ | 999 $ | 899 $ | 899 $ | |
| Einstiegspreis                         | 11″                                    | DE/AU                         | 999 € | 949 € | 1.049 € | 999 € | 899 € | 999 € | |
| Einstiegspreis                         | 11″                                    | CH                            | 1'199 CHF | 1'049 CHF | 1'149 CHF | 1'149 CHF | 979 CHF | 979 CHF | |
| Einstiegspreis                         | 13″                                    | US                            | 1.299 $ | 1.299 $ | 1.199 $ | 1.099 $ | 999 $ | 999 $ | 999 $ |
| Einstiegspreis                         | 13″                                    | DE/AU                         | 1.299 € | 1.249 € | 1.249 € | 1.099 € | 999 € | 1.099 € | 1.099 € |
| Einstiegspreis                         | 13″                                    | CH                            | 1'549 CHF | 1'349 CHF | 1'349 CHF | 1'249 CHF | 1'079 CHF | 1'079 CHF | 1'079 CHF |
| Abmessungen (B×T×H)                    | Abmessungen (B×T×H)                    | 11″                           | 300 mm × 192 mm × 2,8–17 mm | 300 mm × 192 mm × 2,8–17 mm                                                                                            | 300 mm × 192 mm × 2,8–17 mm                                                                                                  | 300 mm × 192 mm × 2,8–17 mm                                                                                   | 300 mm × 192 mm × 2,8–17 mm                                                                                   | 300 mm × 192 mm × 3–17 mm                                                                                     | |
| Abmessungen (B×T×H)                    | Abmessungen (B×T×H)                    | 13″                           | 325 mm × 227 mm × 2,8–17 mm | 325 mm × 227 mm × 2,8–17 mm                                                                                            | 325 mm × 227 mm × 2,8–17 mm                                                                                                  | 325 mm × 227 mm × 2,8–17 mm                                                                                   | 325 mm × 227 mm × 2,8–17 mm                                                                                   | 325 mm × 227 mm × 3–17 mm                                                                                     | 325 mm × 227 mm × 3–17 mm                                                                                     |
| Farben                                 | Farben                                 | Farben                        | Silber | Silber | Silber | Silber | Silber | Silber | Silber |
| Masse                                  | Masse                                  | 11″                           | 1,04 kg | 1,08 kg | 1,08 kg | 1,08 kg | 1,08 kg | 1,08 kg | |
| Masse                                  | Masse                                  | 13″                           | 1,32 kg | 1,35 kg | 1,35 kg | 1,35 kg | 1,35 kg | 1,35 kg | 1,35 kg |

## MacBook Air Retina (ab 2018)

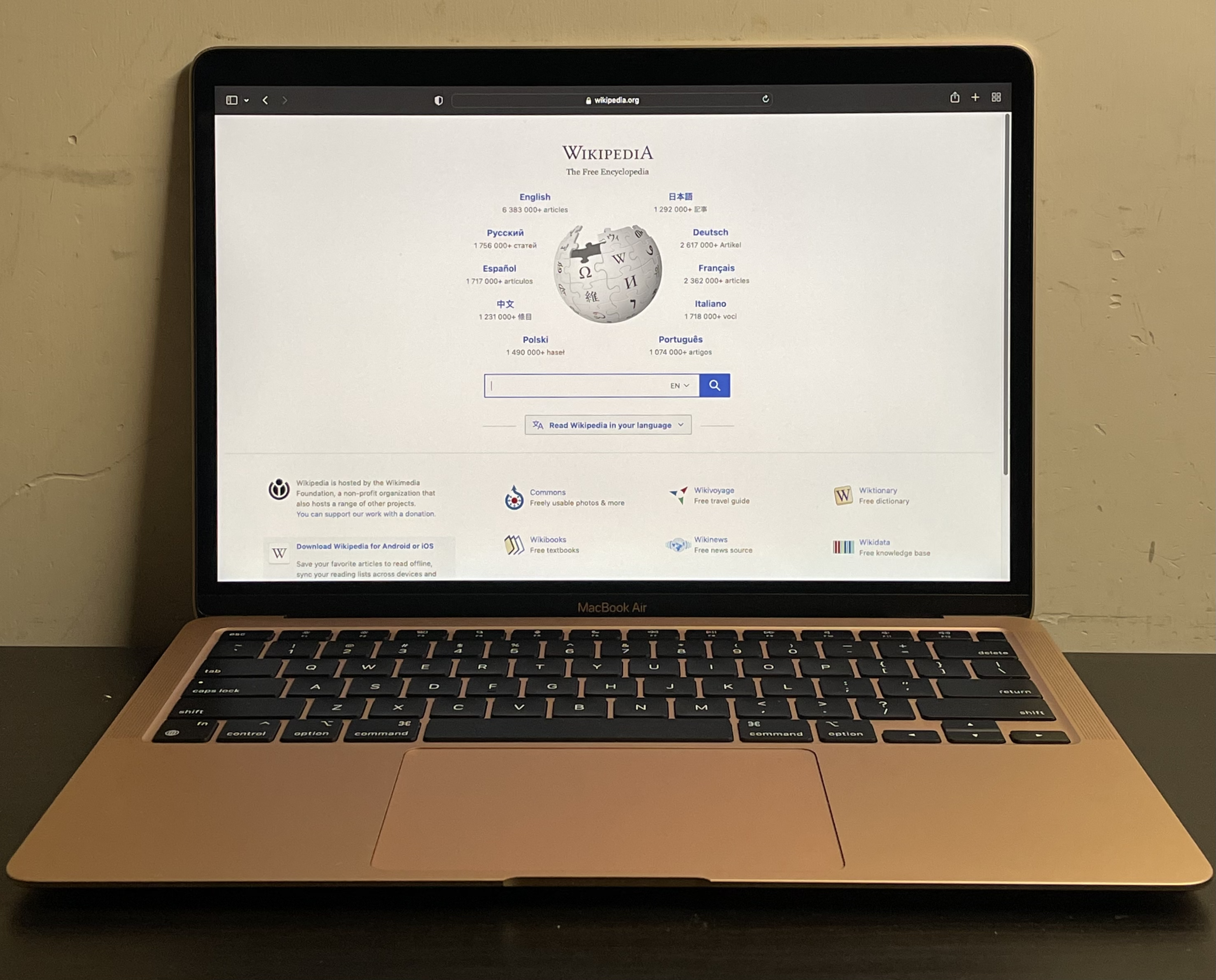
MacBook Air mit M1 in Gold

Am 30. Oktober 2018 stellte Apple in New York eine komplett überarbeitete Version des MacBook Air vor. Nachdem das vorige Modell 3 Jahre lang mit Technik verkauft wurde, welche noch auf dem Stand von 2015 war, verwendet die neue Generation Zweikernprozessoren der Amber-Lake-Generation von Intel. Deren durchschnittlicher Energiebedarf ist mit 7 Watt angegeben, was 2 Watt mehr als beim MacBook sind. Im Gegensatz zu diesem besitzt das MacBook Air Retina einen Lüfter. Die größte Überarbeitung erfuhr das Display, welches nun ein IPS-LCD anstelle eines TN-LCD ist. Es besitzt die gleiche Auflösung wie das Display des MacBook Pro mit 13″. Durch die Abdeckung des gesamten sRGB-Farbraums kann es 60 % mehr Farben als das alte Modell zeigen. Die Maximalhelligkeit ist mit 300 cd/m² angegeben. Somit besitzt es, abgesehen von der Auflösung, die gleichen Eigenschaften wie das Display des MacBook mit 12″. Das Trackpad ist 20 % größer als das des Vorgängers und unterstützt Force Touch mit einer Taptic Engine, wie es schon beim MacBook und MacBook Pro seit 2015 der Fall ist.
Das Update auf macOS 10.14.4 erhöht die Helligkeit des Bildschirms von 300 auf 400 cd/m².

### 2019
Am 9. Juli 2019 wurde das MacBook Air aktualisiert. Das Display unterstützt nun True Tone und der Einstiegspreis wurde um 100 € reduziert. Aus diesem Anlass wurde auch der Verkauf des Retina-MacBook und des MacBook Air von 2017 eingestellt. Es ist möglich, dass die Butterfly-Tastatur mit veränderten Materialien aus dem MacBook Pro von 2019 in diesem Modell ebenfalls eingesetzt wird.
Die neuen Preise betrugen 1.249 € bzw. 1.249 Fr. (zuvor 1.349 € bzw. 1.399 Fr.) für das Modell mit 128 GB SSD und 1.499 € bzw. 1.499 Fr. (zuvor 1.599 € bzw. 1.649 Fr.) für jenes mit 256 GB. Weiterhin wurden die Preise der SSD-Optionen mit mehr als 256 GB reduziert. Im Zuge dessen wurde die Option mit 1,5 TB durch eine günstigere mit 1 TB ersetzt. Die SSD dieses Modells ist um 35 % langsamer im Vergleich zum Vorgänger.

### 2020
Am 18. März 2020 wurde ein verbessertes MacBook Air veröffentlicht. Es verwendet Prozessoren der 10. Generation (Ice Lake) und ist als erstes MacBook Air mit vier Kernen erhältlich. Die Prozessorleistung ist laut Apple im Vergleich zum Vorgänger bis zu doppelt so hoch. Im Zuge dessen wurde auch die Grafikeinheit erneuert, die laut Apple 80 % schneller sein soll. Das als unzuverlässig geltende „Butterfly Keyboard“ wurde durch ein „Magic Keyboard“ mit herkömmlichem Scherenmechanismus ersetzt, das aus dem 16″-MacBook-Pro (2019) und der beim iMac mitgelieferten Tastatur bekannt ist. Neu waren außerdem Bluetooth 5.0 (vorher 4.2) und LPDDR4X Arbeitsspeicher mit 3733 MHz (vorher LPDDR3 mit 2133 MHz). Die einfachste Ausführung besitzt 256 GB Festplattenspeicher und kostete 1.199 € bzw. 1.129 Fr. (vorher 128 GB und 1.249 € bzw. 1.249 Fr.). Die bessere Standardausführung für 1.499 € bzw. 1.449 Fr. (€-Preis unverändert, 1.499 Fr.) bietet 512 GB Festplattenspeicher (vorher 256 GB) und einen Intel Core i5-Prozessor mit 4 Kernen (vorher kein besserer Prozessor als in der günstigeren Variante). Das neue Gerät ist etwas dicker und schwerer.

### 2020 (M1)
Am 10. November 2020 wurde eine neue Version des MacBook Air vorgestellt. Damit wurde der Wechsel weg von den Intel x86-Prozessoren zu den selbst entwickelten auf der Arm-Architektur basierenden Apple M1 vollzogen.
Der M1 hat je nach Modell 7 oder 8 Grafik- und 8 CPU-Kerne. Laut Apple ist der Prozessor 3,5-mal schneller und der Grafikprozessor bis zu fünfmal schneller als der Vorgänger. Aufgaben des maschinellen Lernens würden dank der „Neural Engine“ mit 16 Kernen neunmal schneller abgearbeitet. Der neue Bildsignalprozessor verbessere die Qualität der FaceTime-HD-Kamera. Mit dem neuen Speichercontroller seien die SSDs doppelt so schnell. Die Akkulaufzeit verlängerte sich laut Apple-Angaben bei der Nutzung von Safari von 11 auf 15 Stunden und bei Filmwiedergabe von 12 auf 18 Stunden.
Diese Generation besitzt im Gegensatz zum Vorgänger keinen Lüfter. Das Display bietet 25 % mehr Farben und erfüllt damit die Anforderungen des DCI-P3-Farbraums. Neu ist auch die Unterstützung für Wifi 6 und USB 4.
Der Preis wurde bei dieser Generation erneut gesenkt. Die Grundvariante mit 256 GB Speicher kostete 1.129 € bzw. 1.079 Fr. (vorher 1.199 € bzw. 1.129 Fr.), die mit 512 GB kostete 1.399 € bzw. 1.399 Fr. (vorher 1.499 € bzw. 1.449 Fr.). Sie hat den gleichen Prozessor, aber einen Grafikkern mehr als das günstigere Modell (8 statt 7). Am 7. Juni 2022 wurde mit der Einführung der vierten Generation der Preis der Grundversion um 50 Franken bzw. 70 Euro auf 1.129 Fr. bzw. 1.199 € erhöht, der US-Dollar-Preise blieb gleich (999 US-Dollar). Auf den 5. Juni 2023 wurde der Preis in der Schweiz auf 1099 Fr. gesenkt, die US- und Euro-Preise bleiben gleich.
Mit der Veröffentlichung der Modelle mit M3 am 4. März 2024 hat Apple den Verkauf des MacBook Air mit M1 eingestellt.

### Design
Wie beim Vorgänger ist das Gehäuse aus Aluminium gefertigt und wird nach vorne hin dünner. An der dicksten Stelle ist es rund 10 % dünner als der Vorgänger. Das Volumen des Gehäuses wurde um 17 % reduziert.

### Umweltverträglichkeit
Wie schon der Vorgänger verwendete das Retina MacBook Air ein quecksilber- und arsenfreies LED-hintergrundbeleuchtetes Display, PVC-freie Kabel und erfüllte neben „Energy Star“ auch die Anforderungen für „EPEAT Gold“.
Zusätzlich ist das Gehäuse, wie beim Mac mini von 2018, vollständig aus recyceltem Aluminium gefertigt, welches als Abfall bei der Produktion des iPad Pro der 3. Generation anfiel. In der Qualität und Beschaffenheit sollte es sich laut Apple jedoch nicht vom Vorgänger unterscheiden. Im Vergleich zu diesem sollten bei der Produktion 47 Prozent weniger CO2-Emissionen anfallen.

### Reparaturfreundlichkeit
Während die Festplatte beim Vorgänger austauschbar ist, ist sie bei dieser Generation fest auf dem Mainboard verlötet. Der Akku ist zwar weiterhin wie beim Vorgängermodell mit Schrauben, nun jedoch auch mit Klebstreifen versehen. Der Austausch gestaltet sich etwas schwieriger, da die Klebstreifen reißen können und nicht wiederverwendet werden können. Die Reparatur ist jedoch weiterhin einfacher als bei dem MacBook Pro der gleichen Ära, das statt Schrauben und entfernbaren Klebstreifen eine große Menge schwer zu entfernenden Kleber verwendet.

### Probleme
Im MacBook Air kam bis zur Aktualisierung 2020 die dritte Generation der Butterfly-Tastatur zum Einsatz. Diese war schon von den vorigen Versionen für Probleme bekannt. Mit der Veröffentlichung des MacBook Pro 2019 wurde daher das MacBook Air in das offizielle Reparaturprogramm aufgenommen. Das Modell von 2019 war seit Veröffentlichung ebenfalls im Programm eingetragen.
Ein weiteres Problem ist die unveränderte Kühlung des MacBook Air 2020 mit Intel-Prozessoren. Deren Architektur ist für einen Dual Core Prozessor mit weniger Leistung (geringere Wärmeentwicklung) ausgelegt. Die Vorgängermodelle von 2019 und 2018 haben Dual Core Prozessoren von Intel, für die eine passive Kühlung ausreicht. Durch das Fehlen eines Wärmeleiters vom Prozessor zum Lüfter führte dies bei den Quad Core Modellen zu einem rapiden Anstieg der Temperatur und unangenehmer Lautstärke des Lüfters.
Manche Nutzer des MacBook Air und MacBook Pro mit M1 berichteten, dass ihr Display ohne Fremdeinwirkung brach.

### Technische Daten
Legende: Produktion eingestellt – Aktuell
- Ein blauer Punkt vor einer Spezifikation zeigt eine der verschiedenen Optionen, die es für die Konfiguration gibt.

Daten, die kursiv und grau geschrieben sind, können nur auf der Internetseite optional konfiguriert werden. Geräte mit solchen Sonderausstattungen werden oftmals als built-to-order (BTO) bezeichnet, weil sie pro Bestellung extra angefertigt werden, wodurch die Lieferzeit in der Regel länger ist.
| Modell                                    | Modell                                    | Retina, 2018 | Retina, 2019 | Retina, 2020 | M1, 2020 |
| ----------------------------------------- | ----------------------------------------- | --- | --- | --- | --- |
| Modellbezeichnung                         | Modellbezeichnung                         | MacBookAir8,1 (A1932) | MacBookAir8,2 (A1932) | MacBookAir9,1 | MacBookAir10,1 (A2337) |
| Modellnummer                              | Modellnummer                              | MRE82xx/A, MREA2xx/A, MREE2xx/A, MRE92xx/A, MREC2xx/A, MREF2xx/A, MUQT2xx/A, MUQU2xx/A, MUQV2xx/A                           | MVFH2xx/A, MVFJ2xx/A, MVFK2xx/A, MVFL2xx/A, MVFM2xx/A, MVFN2xx/A, MVH62xx/A, MVH82xx/A                                      | MVH22xx/A, MVH42xx/A, MVH52xx/A, MWTJ2xx/A, MWTK2xx/A, MWTL2xx/A | MGN53xx/A, MGN83xx/A, MGN63xx/A, MGN93xx/A, MGND3xx/A, MGN73xx/A, MGNA3xx/A                                                                                          |
| Display (IPS, glänzend) mit LED-Backlight | Display (IPS, glänzend) mit LED-Backlight | 13,3″, 2560 × 1600, Retina-Display                                                                                          | 13,3″, 2560 × 1600, Retina-Display                                                                                          | 13,3″, 2560 × 1600, Retina-Display | 13,3″, 2560 × 1600, Retina-Display |
| Display (IPS, glänzend) mit LED-Backlight | Display (IPS, glänzend) mit LED-Backlight | sRGB-Farbraum | sRGB-Farbraum | sRGB-Farbraum | DCI-P3-Farbraum |
| Display (IPS, glänzend) mit LED-Backlight | Display (IPS, glänzend) mit LED-Backlight | 400 nits | | | |
| Display (IPS, glänzend) mit LED-Backlight | Display (IPS, glänzend) mit LED-Backlight | True Tone | | | |
| SoC                                       | SoC                                       | Amber Lake-Y | Amber Lake-Y | Ice Lake-Y | Apple M1 |
| SoC                                       | SoC                                       | 2 Kerne - Intel Core i5-8210Y mit 1,6 – 3,6 GHz und Intel UHD Graphics 617                                                  | 2 Kerne - Intel Core i5-8210Y mit 1,6 – 3,6 GHz und Intel UHD Graphics 617                                                  | 2 Kerne - Intel Core i3-1000NG4 mit 1,1 – 3,2 GHz und Intel Iris Plus Graphics G4 4 Kerne - Intel Core i5-1030NG7 mit 1,1 – 3,5 GHz und Intel Iris Plus Graphics G7 - Intel Core i7-1060NG7 mit 1,2 – 3,8 GHz und Intel Iris Plus Graphics G7 | CPU mit 8 Kernen (4 Leistungs- und 4 Effizienz-Kerne) GPU mit 7 oder 8 Kernen Neural Engine mit 16 Kernen integrierter Arbeitsspeicher 5-Nanometer-Fertigungsprozess |
| Arbeitsspeicher                           | Arbeitsspeicher                           | 2133 MHz LPDDR3 - 8 GB - 16 GB                                                                                              | 2133 MHz LPDDR3 - 8 GB - 16 GB                                                                                              | 3733 MHz LPDDR4X - 8 GB - 16 GB | 4266 MHz LPDDR4X - 8 GB - 16 GB |
| Arbeitsspeicher                           | Arbeitsspeicher                           | fest verlötet | fest verlötet | fest verlötet | fest im SoC integriert |
| Festplatte (Flash)                        | Festplatte (Flash)                        | - 128 GB - 256 GB - 512 GB - 1,5 TB                                                                                         | - 128 GB - 256 GB - 512 GB - 1 TB                                                                                           | - 256 GB - 512 GB - 1 TB - 2 TB | - 256 GB - 512 GB - 1 TB - 2 TB |
| Festplatte (Flash)                        | Festplatte (Flash)                        | fest verlötet | | | |
| Funkverbindungen                          | Funkverbindungen                          | Wi-Fi 5 (802.11ac) | Wi-Fi 5 (802.11ac) | Wi-Fi 5 (802.11ac) | Wi-Fi 6 (802.11ax) |
| Funkverbindungen                          | Funkverbindungen                          | Bluetooth 4.2 | Bluetooth 4.2 | Bluetooth 5.0 | Bluetooth 5.0 |
| Kamera                                    | Kamera                                    | FaceTime-HD-Kamera (720p)                                                                                                   | FaceTime-HD-Kamera (720p)                                                                                                   | FaceTime-HD-Kamera (720p) | FaceTime-HD-Kamera (720p) |
| Anschlüsse                                | Anschlüsse                                | 2 × USB-C 3.1, 2. Generation (10 Gbit/s), Unterstützung für Thunderbolt 3 (40 Gbit/s)                                       | 2 × USB-C 3.1, 2. Generation (10 Gbit/s), Unterstützung für Thunderbolt 3 (40 Gbit/s)                                       | 2 × USB-C 3.1, 2. Generation (10 Gbit/s), Unterstützung für Thunderbolt 3 (40 Gbit/s) | 2 × Thunderbolt 3 (40 Gbit/s) |
| Anschlüsse                                | Anschlüsse                                | 1 × 3,5 mm Klinkenstecker                                                                                                   | | | |
| Akku (Lithium‑Polymer)                    | Akku (Lithium‑Polymer)                    | 49,9 Wh mit bis zu 12 Stunden Laufzeit                                                                                      | 49,9 Wh mit bis zu 12 Stunden Laufzeit                                                                                      | 49,9 Wh mit bis zu 12 Stunden Laufzeit | 49,9 Wh mit bis zu 18 Stunden Laufzeit |
| Akku (Lithium‑Polymer)                    | Akku (Lithium‑Polymer)                    | fest verklebt | | | |
| Akku (Lithium‑Polymer)                    | Akku (Lithium‑Polymer)                    | 30W-USB-C-Netzteil im Lieferumfang enthalten                                                                                | | | |
| Ursprüngliches Betriebssystem             | Ursprüngliches Betriebssystem             | macOS 10.14 Mojave | macOS 10.14 Mojave | macOS 10.15 Catalina | macOS 11 Big Sur |
| Aktuelles Betriebssystem                  | Aktuelles Betriebssystem                  | macOS 13 Ventura | macOS 13 Ventura | macOS 13 Ventura | macOS 13 Ventura |
| Einstiegspreis bei Einführung             | US                                        | 1199 USD | 1099 USD | 999 USD | 999 USD |
| Einstiegspreis bei Einführung             | DE/AU                                     | 1349 € | 1249 € | 1199 € | 1129 € |
| Einstiegspreis bei Einführung             | CH                                        | 1399 CHF | 1249 CHF | 1129 CHF | 1079 CHF |
| Gewicht                                   | Gewicht                                   | 1,25 kg | 1,25 kg | 1,29 kg | 1,29 kg |
| Abmessungen (B×T×H)                       | Abmessungen (B×T×H)                       | 30,41 × 21,24 × 0,41–1,56 cm                                                                                                | 30,41 × 21,24 × 0,41–1,56 cm                                                                                                | 30,41 × 21,24 × 0,41–1,61 cm | 30,41 × 21,24 × 0,41–1,61 cm |
| Farben                                    | Farben                                    | Silber, Spacegrau, Gold | Silber, Spacegrau, Gold | Silber, Spacegrau, Gold | Silber, Spacegrau, Gold |
| Besonderheiten                            | Besonderheiten                            | Force-Touch-Trackpad, Unibody-Design, „Butterfly“-Tastatur der 3. Generation, Touch ID, Stereo-Lautsprecher, drei Mikrofone | Force-Touch-Trackpad, Unibody-Design, „Butterfly“-Tastatur der 3. Generation, Touch ID, Stereo-Lautsprecher, drei Mikrofone | Force-Touch-Trackpad, Unibody-Design, beleuchtetes „Magic Keyboard“, Touch ID, Stereo-Lautsprecher, drei Mikrofone | Force-Touch-Trackpad, Unibody-Design, beleuchtetes „Magic Keyboard“, Touch ID, Stereo-Lautsprecher, drei Mikrofone                                                   |

## 4. Generation (seit 2022)

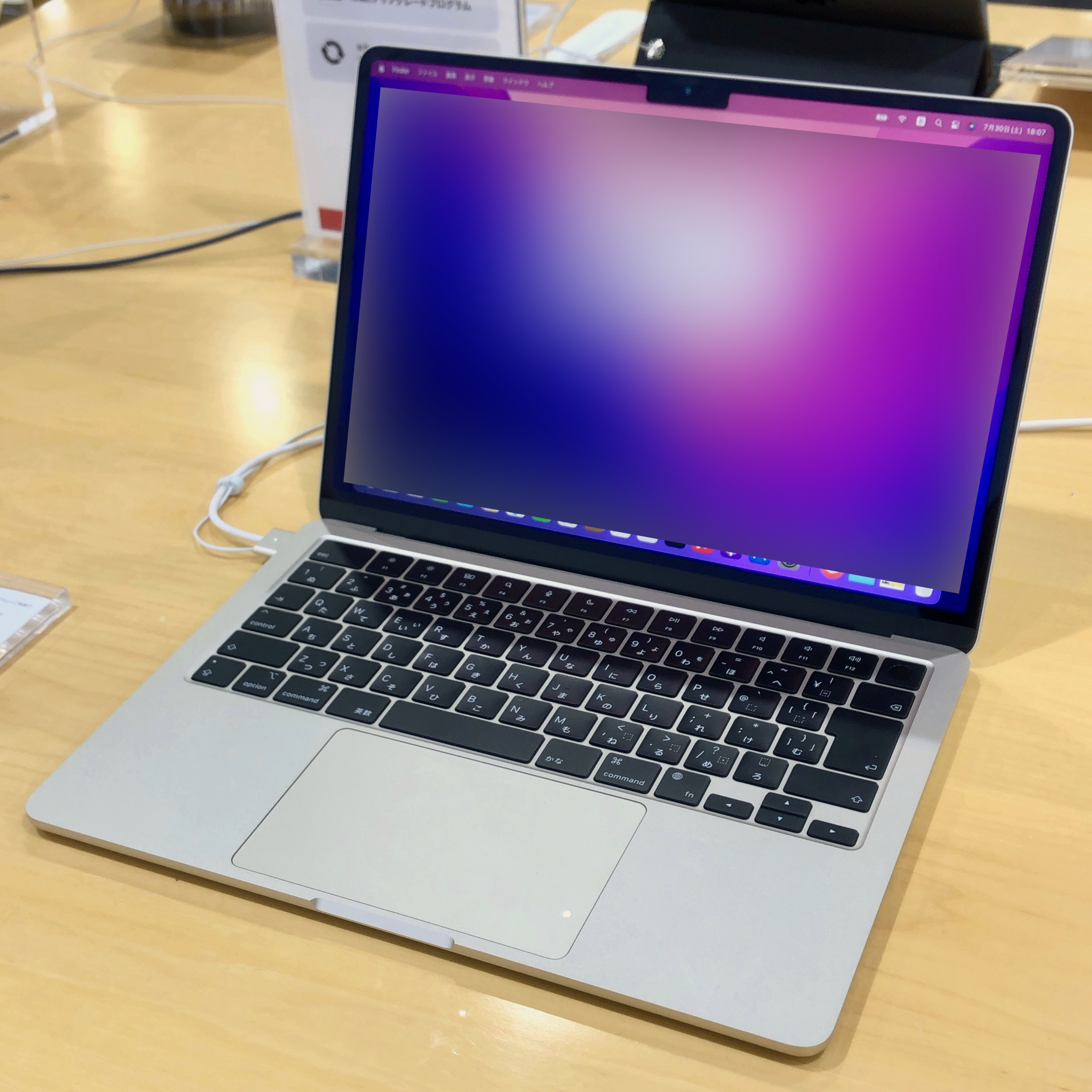
MacBook Air der vierten Generation in „Polarstern“

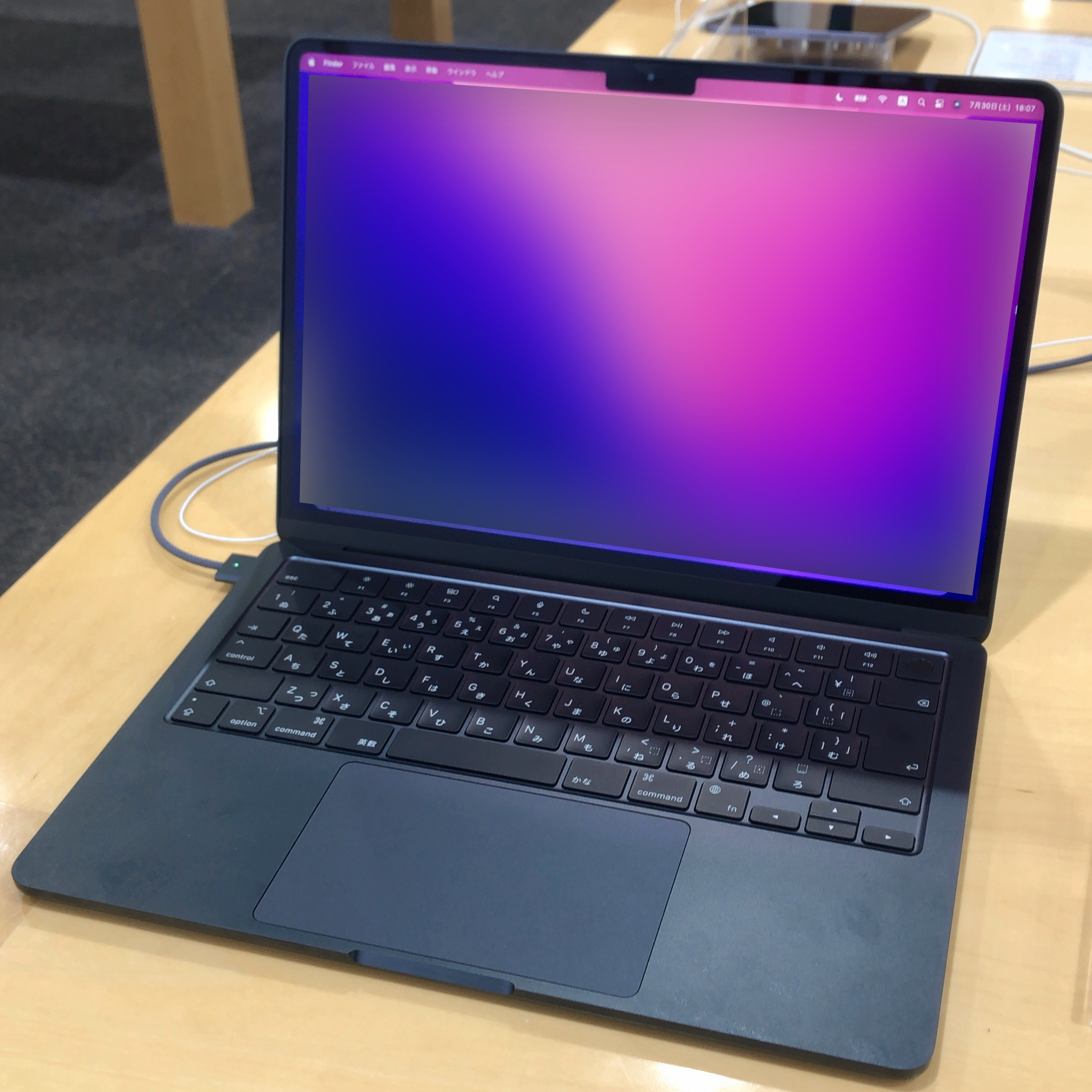
MacBook Air der vierten Generation in „Mitternacht“

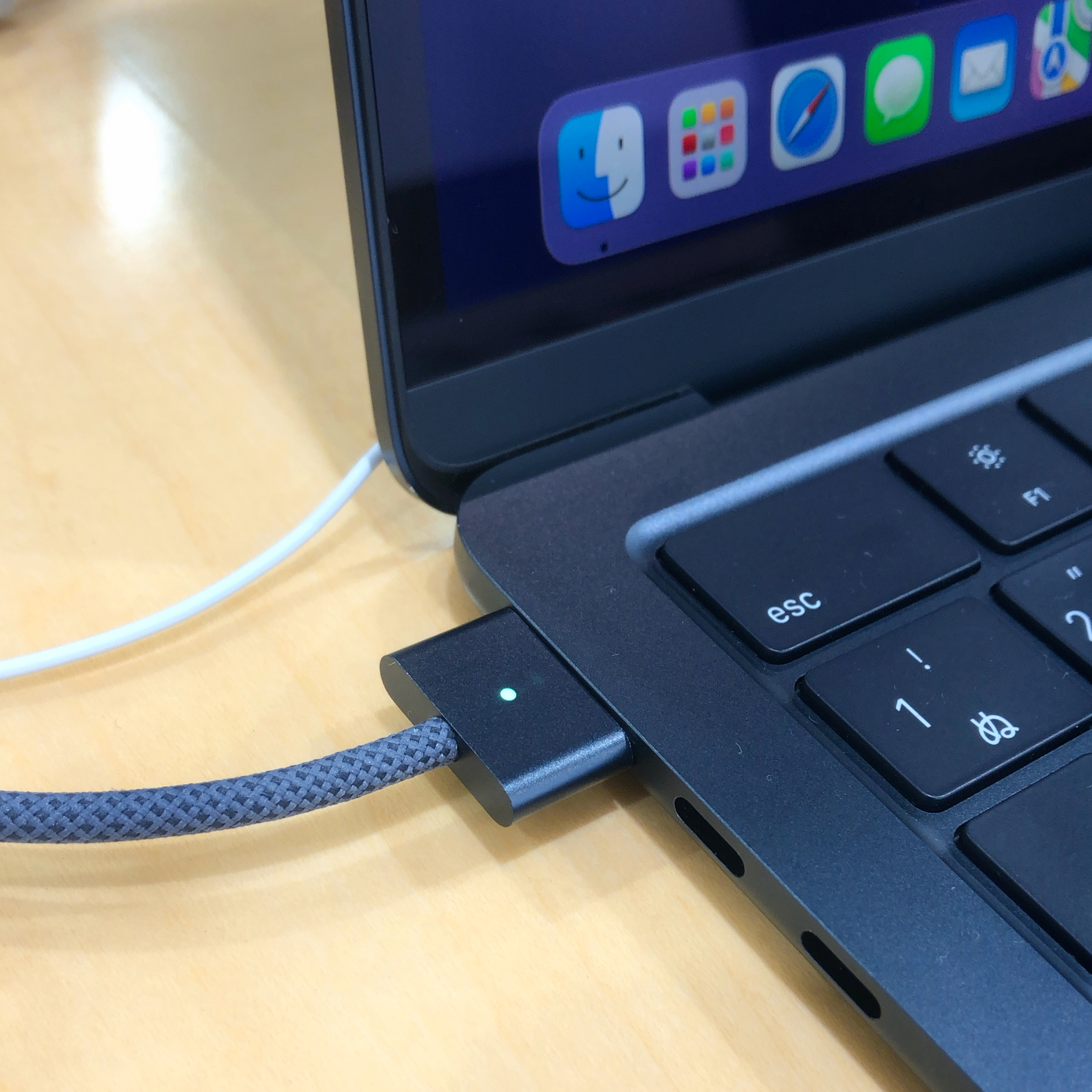
MagSafe-3-Ladeanschluss des MacBook Air der vierten Generation

Am 7. Juni 2022 wurde eine neue Generation des MacBook Air vorgestellt. Die mit Apple M2 bestückten Geräte besitzen in der Grundversion acht CPU- und acht GPU-Kerne, 8 GB Arbeitsspeicher und eine SSD mit 256 GB Kapazität. Optional können beim Kauf zehn GPU-Kerne, 16 GB oder 24 GB Arbeitsspeicher und SSDs bis 2 TB konfiguriert werden. Nachträglich lassen sich diese Optionen nicht aufrüsten. Der Arbeitsspeicher ist vom Typ LPDDR5 mit 6400 MHz (beim Vorgänger LPDDR4X mit 4266 MHz). Die Media Engine unterstützt ProRes und ProRes RAW, wodurch Aufgaben mit diesem Format hardwarebeschleunigt und dadurch deutlich schneller erledigt werden. Der MagSafe-Anschluss für die Stromversorgung wurde wieder eingeführt, jetzt in der Version 3. Die Helligkeit des Displays wurde von 400 auf 500 Nits (cd/m²) erhöht. Das Gewicht ist um etwa 50 g reduziert. Laut Apple wurden die Lautsprecher verbessert. Der Kopfhöreranschluss unterstützt Modelle mit hoher Impedanz. Die Funktionstasten sind – wie beim MacBook Pro von 2021 – so hoch wie die Tasten der Buchstaben und Zahlen, also etwa doppelt so hoch wie beim Vorgänger. Der Anschaltknopf mit integriertem Fingerabdrucksensor erhielt ein neues Design. Im Gegensatz zum MacBook Pro ist das Gehäuse zwischen den Tasten nicht schwarz, sondern in der gleichen Farbe wie das restliche Gehäuse. Der Akku ist etwas größer. Die Webcam unterstützt 1080p Videoaufnahme (beim Vorgänger 720p). Das Trackpad ist etwa 7 % größer (103,2 cm²; Vorgänger 96 cm²). Weggefallen ist die Ausführung in der Farbe Gold; an ihre Stelle treten neu „Mitternacht“ und „Polarstern“ neben Silber und „Space Grau“. Der Laptop wurde ursprünglich mit macOS Monterey ausgeliefert.
Zum Einführungszeitpunkt gab es das 13-Zoll-Modell in zwei vorgefertigten Konfigurationen mit folgenden Unterschieden:
- 1199 US-Dollar / 1499 Euro / 1379 Fr.: 256 GB SSD, acht GPU-Kerne, 30 Watt Netzteil mit einem USB-C-Anschluss (beim Vorgänger mit gleichem Speicher 999 US-Dollar / 1129 Euro / 1079 Fr.)
- 1499 US-Dollar / 1849 Euro / 1699 Fr.: 512 GB SSD, zehn GPU-Kerne, 35 Watt Netzteil mit zwei USB-C-Anschlüssen

Weitere Konfigurationen können auf Wunsch, mit längerer Lieferzeit, selbst zusammengestellt werden (built-to-order). Neben dem 30 Watt Netzteil gibt es – bei der günstigsten Variante gegen Aufpreis und beim höherpreisigen Modell einbegriffen – die Wahl zwischen einem 35-Watt-Netzteil mit zwei USB-C-Anschlüssen oder einem 67-Watt-Netzteil mit einem Anschluss.
Seit dem 13. Juni 2023 wird neben dem 2022 eingeführten Modell auch ein 15-Zoll-Modell verkauft. Das 13-Zoll-Modell ist in einigen Ländern – darunter USA, Deutschland, Österreich, Schweiz und Luxemburg – zu einem niedrigeren Preis erhältlich. Abgesehen von einigen Details und der Größe gleichen sich die Spezifikationen großenteils. Abgesehen von größenbedingten Unterschieden, die auch einen größeren Akku oder verbesserte Lautsprecher ermöglichen, läuft das MacBook Air 15″ mit einer GPU, die 10 statt 8 Kernen enthält. Initiales Betriebssystem dieses Modells ist macOS Ventura. Der Grundpreis liegt bei 1299 US-Dollar, der Preis liegt in Deutschland und in Österreich bei 1599 Euro, in Luxemburg bei 1532 Euro sowie in der Schweiz bei 1399 Franken. Seit diesem Tag wird die Version von Bluetooth bei beiden Modellen als 5.3 angegeben. Das 13-Zoll-Modell wurde zuvor mit Bluetooth 5.0 vermarktet.

### 2024
Am 4. März 2024 wurden über eine Pressemitteilung neue Modelle des MacBook Air in 13″ und 15″ mit M3-Prozessor veröffentlicht. Der M3 unterstützt hardwarebeschleunigtes Raytracing und AV1-Decodierung. Neben dem neuen Chip unterstützt das Gerät jetzt bei zugeklapptem Bildschirm zwei Monitore anstelle von nur einem im M2-Modell. Weiterhin unterstützt es Wi-Fi 6E. Eine dritte Standardkonfiguration mit 16 GB RAM und 512 GB SSD ist nun verfügbar. Die Mikrofone unterstützten nun zwei Stimmmodi („Stimmisolation“ und „Breites Spektrum“) sowie, laut Hersteller, klarere Stimmen bei Audio- und Videoanrufen. Wie zuvor beim MacBook Pro wurde der (beim MacBook Air optional erhältliche) Ladeadapter mit 67 Watt durch ein kompakteres Modell mit 70 Watt ersetzt. Die Modelle in der Farbe „Mitternacht“ besitzen laut Pressemitteilung eine „Eloxal-Versiegelung, die Fingerabdrücke reduziert“. Solch eine Versiegelung bewarb Apple bereits beim MacBook Pro mit M3 Pro bzw. M3 Max in „Space Schwarz“.
Gleichzeitig wurde der Verkauf des MacBook Air mit M1 eingestellt. Das 15″-Modell mit M2 wurde ebenfalls eingestellt. Das 13″-Modell mit M2 ist weiterhin erhältlich und wurde in einigen Ländern – darunter USA, Deutschland, Österreich und Schweiz – im Preis gesenkt. In den USA, wo der Hersteller seinen Sitz hat, nimmt dieses Modell nun preislich den Platz ein, den das Modell mit M1 zuvor hatte, nämlich als günstigstes bei Apple direkt erhältliches MacBook und unterhalb der psychologisch relevanten Grenze von 1000 Dollar.
Sobald man bei den M2- und M3-Modellen mit 8-Kern-GPU den SSD-Speicher oder Arbeitsspeicher als Sonderausstattung (BTO) erhöht, ist automatisch die 10-Kern-GPU inbegriffen. Zuvor war diese Option auch bei mehr als 8 GB RAM und 256 GB SSD aufpreispflichtig.

### 2025
Am 5. März 2025 kündigte Apple per Pressemitteilung ein neues MacBook Air an. Dieses MacBook Air verfügt über den M4-Chip und eine 12-Megapixel-Kamera. Das MacBook Air wird mit einer Bildschirmdiagonale von 13 Zoll und 15 Zoll angeboten. Im Vergleich zum Vorgängermodell wird es zu einem niedrigeren Einstiegspreis (ab 1199 Euro für das 13-Zoll-Modell bzw. ab 1499 Euro für das 15-Zoll-Modell) angeboten. Neben den Farbausführungen Silber, „Polarstern“ (Gold) und Mitternacht (Dunkelblau) ist zusätzlich „Himmelblau“ wählbar.

### Design
Das Gehäuse ist erstmals nicht mehr keilförmig, sondern sieht aus wie ein dünneres MacBook Pro der fünften Generation. Dadurch ist das 13-Zoll-Modell 30 % dünner als der Vorgänger an der dicksten Stelle, jedoch 175 % dicker als der Vorgänger an der dünnsten Stelle. Die Standfüße sind größer und flach statt konvex.
Das Display verfügt an der Mitte der Oberkante über eine Aussparung („Notch“) für die Webcam, so dass in diesem Bereich nichts angezeigt werden kann. Neben dieser Aussparung ist das Display 1664 Pixel (13″) bzw. 1864 Pixel (15″) hoch (13″-Vorgängermodell: 1600 Pixel). Der 64 Pixel hohe Bereich wird von macOS für die Statusleiste genutzt. Der darunter angezeigte Bereich beim 13-Zoll-Modell ist mit 2560 × 1600 so groß wie beim Vorgänger die gesamte Anzeige inklusive der Statusleiste. Das heißt, die effektiv nutzbare Fläche ist beim neuen Modell etwas höher und genauso breit wie vorher. Die Diagonale ist von 13,3″ auf 13,6″ erhöht, das 15-Zoll-Modell hat eine von 15,3″. Der Schriftzug auf der Leiste unterhalb des Displays ist nicht mehr vorhanden.

### Technische Daten
Legende: Produktion eingestellt – Aktuell
- Ein blauer Punkt vor einer Spezifikation zeigt eine der verschiedenen Optionen, die es für die Konfiguration gibt.

Daten, die kursiv und grau geschrieben sind, können nur auf der Internetseite optional konfiguriert werden. Geräte mit solchen Sonderausstattungen werden oftmals als built-to-order (BTO) bezeichnet, weil sie pro Bestellung extra angefertigt werden, wodurch die Lieferzeit in der Regel länger ist
| Modell                                                                                   | Modell                                                                                   | Modell                        | M2, 13", 2022 | M2, 15", 2023 | M3, 2024 |
| ---------------------------------------------------------------------------------------- | ---------------------------------------------------------------------------------------- | ----------------------------- | --- | --- | --- |
| Modellbezeichnung                                                                        | Modellbezeichnung                                                                        | 13″                           | Mac14,2 (A2681) | | |
| Modellbezeichnung                                                                        | Modellbezeichnung                                                                        | 15″                           | | Mac14,15 (A2941) | |
| Modellnummer                                                                             | Modellnummer                                                                             | 13″                           | MLXY3xx/A, MLY13xx/A, MLXW3xx/A, MLY33xx/A, MLY03xx/A, MLY23xx/A, MLXX3xx/A, MLY43xx/A                                                                      | | |
| Modellnummer                                                                             | Modellnummer                                                                             | 15″                           | | MQKW3 (Midnight), MQKU3 (Starlight), MQKP3 (Space Gray), MQKR3 (Silver), MQKX3 (Midnight), MQKV3 (Starlight), MQKQ3 (Space Gray), MQKT3 (Silver)                                                 | |
| Display (IPS, glänzend) mit LED-Backlight und DCI-P3-Farbraum und 500 nits und True Tone | Display (IPS, glänzend) mit LED-Backlight und DCI-P3-Farbraum und 500 nits und True Tone | 13″                           | 13,6″, 2560 × 1664, Liquid Retina Display | | 13,6″, 2560 × 1664, Liquid Retina Display                                                                                                  |
| Display (IPS, glänzend) mit LED-Backlight und DCI-P3-Farbraum und 500 nits und True Tone | Display (IPS, glänzend) mit LED-Backlight und DCI-P3-Farbraum und 500 nits und True Tone | 13″                           | Extern wird bei aufgeklapptem Gerät 1 Display mit max. 6016 × 3384 Pixeln bei 60 Hz unterstützt                                                             | Extern wird bei aufgeklapptem Gerät 1 Display mit max. 6016 × 3384 Pixeln bei 60 Hz oder bei zugeklapptem Gerät zusätzlich ein zweites Display mit max. 5120 × 2880 Pixeln bei 60 Hz unterstützt | |
| Display (IPS, glänzend) mit LED-Backlight und DCI-P3-Farbraum und 500 nits und True Tone | Display (IPS, glänzend) mit LED-Backlight und DCI-P3-Farbraum und 500 nits und True Tone | 15″                           | | 15,3″ (390 mm), 2880 × 1864, Liquid Retina Display | 15,3″ (390 mm), 2880 × 1864, Liquid Retina Display                                                                                         |
| Display (IPS, glänzend) mit LED-Backlight und DCI-P3-Farbraum und 500 nits und True Tone | Display (IPS, glänzend) mit LED-Backlight und DCI-P3-Farbraum und 500 nits und True Tone | 15″                           | Extern wird bei aufgeklapptem Gerät 1 Display mit max. 6016 × 3384 Pixeln bei 60 Hz unterstützt                                                             | Extern wird bei aufgeklapptem Gerät 1 Display mit max. 6016 × 3384 Pixeln bei 60 Hz oder bei zugeklapptem Gerät zusätzlich ein zweites Display mit max. 5120 × 2880 Pixeln bei 60 Hz unterstützt | |
| SoC                                                                                      | SoC                                                                                      | SoC                           | Apple M2 | Apple M2 | Apple M3 |
| SoC                                                                                      | SoC                                                                                      | SoC                           | - 8‑Core CPU mit 4 Performance-Kernen und 4 Effizienz-Kernen - 8‑Core GPU - 10‑Core GPU - 16‑Core Neural Engine                                             | - 8‑Core CPU mit 4 Performance-Kernen und 4 Effizienz-Kernen - 10‑Core GPU - 16‑Core Neural Engine                                                                                               | - 8‑Core CPU mit 4 Performance-Kernen und 4 Effizienz-Kernen - 10-Core GPU (8-Core GPU bei günstigstem 13″-Modell) - 16‑Core Neural Engine |
| Arbeitsspeicher                                                                          | Arbeitsspeicher                                                                          | Arbeitsspeicher               | 6400 MHz LPDDR5 - 8 GB - 16 GB - 24 GB | 6400 MHz LPDDR5 - 8 GB - 16 GB - 24 GB | ? MHz LPDDR5? - 8 GB - 16 GB - 24 GB |
| Arbeitsspeicher                                                                          | Arbeitsspeicher                                                                          | Arbeitsspeicher               | fest im SoC integriert | | |
| Festplatte (Flash)                                                                       | Festplatte (Flash)                                                                       | Festplatte (Flash)            | - 256 GB - 512 GB - 1 TB - 2 TB | - 256 GB - 512 GB - 1 TB - 2 TB | - 256 GB - 512 GB - 1 TB - 2 TB |
| Festplatte (Flash)                                                                       | Festplatte (Flash)                                                                       | Festplatte (Flash)            | fest verlötet | fest verlötet | ? |
| Funkverbindungen                                                                         | Funkverbindungen                                                                         | Funkverbindungen              | Wi-Fi 6 (802.11ax) | Wi-Fi 6 (802.11ax) | Wi-Fi 6E (802.11ax) |
| Funkverbindungen                                                                         | Funkverbindungen                                                                         | Funkverbindungen              | Bluetooth 5.3 (bis 13. Juni 2023 Bluetooth 5.0) | Bluetooth 5.3 | Bluetooth 5.3 |
| Kamera                                                                                   | Kamera                                                                                   | Kamera                        | FaceTime-HD-Kamera (1080p) | FaceTime-HD-Kamera (1080p) | FaceTime-HD-Kamera (1080p) |
| Lautsprecher                                                                             | Lautsprecher                                                                             | 13″                           | 4 Stereo-Lautsprecher | | 4 Stereo-Lautsprecher |
| Lautsprecher                                                                             | Lautsprecher                                                                             | 15″                           | | 6 Stereo-Lautsprecher | 6 Stereo-Lautsprecher |
| Mikrofone                                                                                | Mikrofone                                                                                | Mikrofone                     | 3 | 3 | 3, beworben mit zwei Mikrofonmodi „Stimmisolation“ und „Breites Spektrum“ sowie klareren Stimmen bei Audio- und Videoanrufen               |
| Anschlüsse                                                                               | Anschlüsse                                                                               | Anschlüsse                    | 2 × USB 4 (40 Gbit/s) / Thunderbolt 3 (40 Gbit/s) / USB 3.1 Gen. 2 (10 Gbit/s) / DisplayPort / Aufladen                                                     | 2 × USB 4 (40 Gbit/s) / Thunderbolt 3 (40 Gbit/s) / USB 3.1 Gen. 2 (10 Gbit/s) / DisplayPort / Aufladen                                                                                          | 2 × USB 4 (40 Gbit/s) / Thunderbolt 3 (40 Gbit/s) / USB 3.1 Gen. 2 (10 Gbit/s) / DisplayPort / Aufladen                                    |
| Anschlüsse                                                                               | Anschlüsse                                                                               | Anschlüsse                    | 1 × 3,5 mm Klinkenstecker | | |
| Anschlüsse                                                                               | Anschlüsse                                                                               | Anschlüsse                    | 1 × MagSafe 3 | | |
| Akku (Lithium‑Polymer) fest verklebt                                                     | Akku (Lithium‑Polymer) fest verklebt                                                     | 13″                           | 52,6 Wh mit bis zu 18 Stunden Laufzeit | | 52,6 Wh mit bis zu 18 Stunden Laufzeit |
| Akku (Lithium‑Polymer) fest verklebt                                                     | Akku (Lithium‑Polymer) fest verklebt                                                     | 13″                           | - 30W USB‑C Power Adapter (M2 mit 8‑Core GPU) oder ab M2 mit 10‑Core GPU und 512 GB Speicher: - 35W Dual USB‑C Port Power Adapter - 67W USB-C Power Adapter | - 30W USB‑C Power Adapter (M2 mit 8‑Core GPU) oder ab M2 mit 10‑Core GPU und 512 GB Speicher: - 35W Dual USB‑C Port Power Adapter - 70W USB-C Power Adapter                                      | |
| Akku (Lithium‑Polymer) fest verklebt                                                     | Akku (Lithium‑Polymer) fest verklebt                                                     | 15″                           | | 66,5 Wh mit bis zu 18 Stunden Laufzeit | 66,5 Wh mit bis zu 18 Stunden Laufzeit |
| Akku (Lithium‑Polymer) fest verklebt                                                     | Akku (Lithium‑Polymer) fest verklebt                                                     | 15″                           | - 35W Dual USB‑C Port Power Adapter - 67W USB-C Power Adapter                                                                                               | - 35W Dual USB‑C Port Power Adapter - 70W USB-C Power Adapter | |
| Ursprüngliches Betriebssystem                                                            | Ursprüngliches Betriebssystem                                                            | Ursprüngliches Betriebssystem | macOS 12 Monterey | macOS 13 Ventura | macOS 14 Sonoma |
| Aktuelles Betriebssystem                                                                 | Aktuelles Betriebssystem                                                                 | Aktuelles Betriebssystem      | macOS 15 Sequoia | macOS 15 Sequoia | macOS 15 Sequoia |
| Einstiegspreis                                                                           | 13″                                                                                      | US                            | 1,199 $ (ab 5. Juni 2023: 1,099 $, ab 4. März 2024: 999 $)                                                                                                  | | 1,099 $ |
| Einstiegspreis                                                                           | 13″                                                                                      | DE/AU                         | 1499 € (ab 5. Juni 2023: 1299 €, ab 4. März 2024: 1199 €)                                                                                                   | 1299 € | |
| Einstiegspreis                                                                           | 13″                                                                                      | CH                            | 1379 Fr. (ab 5. Juni 2023: 1199 Fr., ab 4. März 2024: 999 Fr.)                                                                                              | 1099 Fr. | |
| Einstiegspreis                                                                           | 13″                                                                                      | LU                            | 1469 € (ab 5. Juni 2023: 1245 €, ab 4. März 2024: 1159 €)                                                                                                   | 1256 € | |
| Einstiegspreis                                                                           | 15″                                                                                      | US                            | | 1,299 $ | 1,299 $ |
| Einstiegspreis                                                                           | 15″                                                                                      | DE/AU                         | 1599 € | 1599 € | |
| Einstiegspreis                                                                           | 15″                                                                                      | CH                            | 1399 Fr. | 1299 Fr. | |
| Einstiegspreis                                                                           | 15″                                                                                      | LU                            | 1533 € | 1546 € | |
| Gewicht                                                                                  | Gewicht                                                                                  | 13″                           | 1,24 kg | | 1,24 kg |
| Gewicht                                                                                  | Gewicht                                                                                  | 15″                           | | 1,51 kg | 1,51 kg |
| Abmessungen (B×T×H)                                                                      | Abmessungen (B×T×H)                                                                      | 13″                           | 30,41 × 21,5 × 1,13 cm | | 30,41 × 21,5 × 1,13 cm |
| Abmessungen (B×T×H)                                                                      | Abmessungen (B×T×H)                                                                      | 15″                           | | 34,04 × 23,76 × 1,15 cm | 34,04 × 23,76 × 1,15 cm |
| Farben                                                                                   | Farben                                                                                   | Farben                        | Silber, Space Grau, Polarstern, Mitternacht | Silber, Space Grau, Polarstern, Mitternacht | Silber, Space Grau, Polarstern, Mitternacht                                                                                                |
| Besonderheiten                                                                           | Besonderheiten                                                                           | Besonderheiten                | Force-Touch-Trackpad, Unibody-Design, beleuchtetes „Magic Keyboard“, Touch ID, passive Kühlung (ohne Lüfter)                                                | Force-Touch-Trackpad, Unibody-Design, beleuchtetes „Magic Keyboard“, Touch ID, passive Kühlung (ohne Lüfter)                                                                                     | Force-Touch-Trackpad, Unibody-Design, beleuchtetes „Magic Keyboard“, Touch ID, passive Kühlung (ohne Lüfter)                               |

## Kompatible Betriebssysteme
| Kompatible MacOS-Versionen | Kompatible MacOS-Versionen | Kompatible MacOS-Versionen | Kompatible MacOS-Versionen | Kompatible MacOS-Versionen | Kompatible MacOS-Versionen | Kompatible MacOS-Versionen | Kompatible MacOS-Versionen | Kompatible MacOS-Versionen | Kompatible MacOS-Versionen | Kompatible MacOS-Versionen | Kompatible MacOS-Versionen | Kompatible MacOS-Versionen | Kompatible MacOS-Versionen | Kompatible MacOS-Versionen | Kompatible MacOS-Versionen | Kompatible MacOS-Versionen | Kompatible MacOS-Versionen | Kompatible MacOS-Versionen |
| OS Version                 | Intel                      | Intel                      | Intel                      | Intel                      | Intel                      | Intel                      | Intel                      | Intel                      | Intel                      | Intel                      | Intel                      | Intel                      | Intel                      | Apple Silicon              | Apple Silicon              | Apple Silicon              | Apple Silicon              | Apple Silicon              |
| OS Version                 | Early 2008                 | Late 2008                  | Mid 2009                   | Late 2010                  | Mid 2011                   | Mid 2012                   | Mid 2013                   | Early 2014                 | Early 2015                 | 2017                       | 2018                       | 2019                       | 2020                       | M1, 2020                   | M2, 2022                   | M2, 2023                   | M3, 2024                   | M4, 2025                   |
| -------------------------- | -------------------------- | -------------------------- | -------------------------- | -------------------------- | -------------------------- | -------------------------- | -------------------------- | -------------------------- | -------------------------- | -------------------------- | -------------------------- | -------------------------- | -------------------------- | -------------------------- | -------------------------- | -------------------------- | -------------------------- | -------------------------- |
| 10.5 Leopard               | 10.5.1                     | 10.5.5                     | 10.5.6                     | —                          | —                          | —                          | —                          | —                          | —                          | —                          | —                          | —                          | —                          | —                          | —                          | —                          | —                          | —                          |
| 10.6 Snow Leopard          | J                          | J                          | J                          | 10.6.4                     | —                          | —                          | —                          | —                          | —                          | —                          | —                          | —                          | —                          | —                          | —                          | —                          | —                          | —                          |
| 10.7 Lion                  | J                          | J                          | J                          | J                          | J                          | 10.7.4                     | —                          | —                          | —                          | —                          | —                          | —                          | —                          | —                          | —                          | —                          | —                          | —                          |
| 10.8 Mountain Lion         | Patch                      | J                          | J                          | J                          | J                          | J                          | 10.8.4                     | —                          | —                          | —                          | —                          | —                          | —                          | —                          | —                          | —                          | —                          | —                          |
| 10.9 Mavericks             | Patch                      | J                          | J                          | J                          | J                          | J                          | J                          | 10.9.2                     | —                          | —                          | —                          | —                          | —                          | —                          | —                          | —                          | —                          | —                          |
| 10.10 Yosemite             | Patch                      | J                          | J                          | J                          | J                          | J                          | J                          | J                          | 10.10.2                    | —                          | —                          | —                          | —                          | —                          | —                          | —                          | —                          | —                          |
| 10.11 El Capitan           | Patch                      | J                          | J                          | J                          | J                          | J                          | J                          | J                          | J                          | —                          | —                          | —                          | —                          | —                          | —                          | —                          | —                          | —                          |
| 10.12 Sierra               | N                          | Patch                      | Patch                      | J                          | J                          | J                          | J                          | J                          | J                          | 10.12.4                    | —                          | —                          | —                          | —                          | —                          | —                          | —                          | —                          |
| 10.13 High Sierra          | N                          | Patch                      | Patch                      | J                          | J                          | J                          | J                          | J                          | J                          | J                          | —                          | —                          | —                          | —                          | —                          | —                          | —                          | —                          |
| 10.14 Mojave               | N                          | Patch                      | Patch                      | Patch                      | Patch                      | J                          | J                          | J                          | J                          | J                          | 10.14.1                    | 10.14.5                    | —                          | —                          | —                          | —                          | —                          | —                          |
| 10.15 Catalina             | N                          | Patch                      | Patch                      | Patch                      | Patch                      | J                          | J                          | J                          | J                          | J                          | J                          | J                          | 10.15.3                    | —                          | —                          | —                          | —                          | —                          |
| 11 Big Sur                 | N                          | Patch                      | Patch                      | Patch                      | Patch                      | Patch                      | J                          | J                          | J                          | J                          | J                          | J                          | J                          | J                          | —                          | —                          | —                          | —                          |
| 12 Monterey                | N                          | Patch                      | Patch                      | Patch                      | Patch                      | Patch                      | Patch                      | Patch                      | J                          | J                          | J                          | J                          | J                          | J                          | 12.4                       | —                          | —                          | —                          |
| 13 Ventura                 | N                          | Patch                      | Patch                      | Patch                      | Patch                      | Patch                      | Patch                      | Patch                      | Patch                      | Patch                      | J                          | J                          | J                          | J                          | J                          | 13.3                       | —                          | —                          |
| 14 Sonoma                  | N                          | Patch                      | Patch                      | Patch                      | Patch                      | Patch                      | Patch                      | Patch                      | Patch                      | Patch                      | J                          | J                          | J                          | J                          | J                          | J                          | 14.3                       | —                          |
| 15 Sequoia                 | N                          | Patch                      | Patch                      | Patch                      | Patch                      | Patch                      | Patch                      | Patch                      | Patch                      | Patch                      | Patch                      | Patch                      | J                          | J                          | J                          | J                          | J                          | J                          |
| 26 Tahoe                   | N                          |                            |                            |                            |                            |                            |                            |                            |                            |                            |                            |                            |                            | J                          | J                          | J                          | J                          | J                          |